# Siviglia
Siviglia (in spagnolo Sevilla) è una città della Spagna di origine ibero-punica. Situata nella parte sud-ovest della penisola iberica, nell'Andalusia di cui è capoluogo, la città sorge sulle rive del fiume Guadalquivir. Con 684 025 abitanti è la quarta città della Spagna per popolazione. La sua area metropolitana conta 1 548 741 abitanti.
Considerata il centro artistico, culturale, finanziario, economico e sociale della Spagna meridionale, è una città di notevole interesse turistico, grazie ai numerosi monumenti, piazze, giardini e alla fervente vita notturna. In particolare la Giralda, la Cattedrale, l'Alcázar e l'Archivio delle Indie sono stati dichiarati patrimonio dell'umanità dall'UNESCO nel 1987.

## Geografia fisica

### Territorio
Siviglia sorge nelle fertili pianure del fiume Guadalquivir a circa 10 m s.l.m., nel sud ovest della penisola iberica.

### Clima

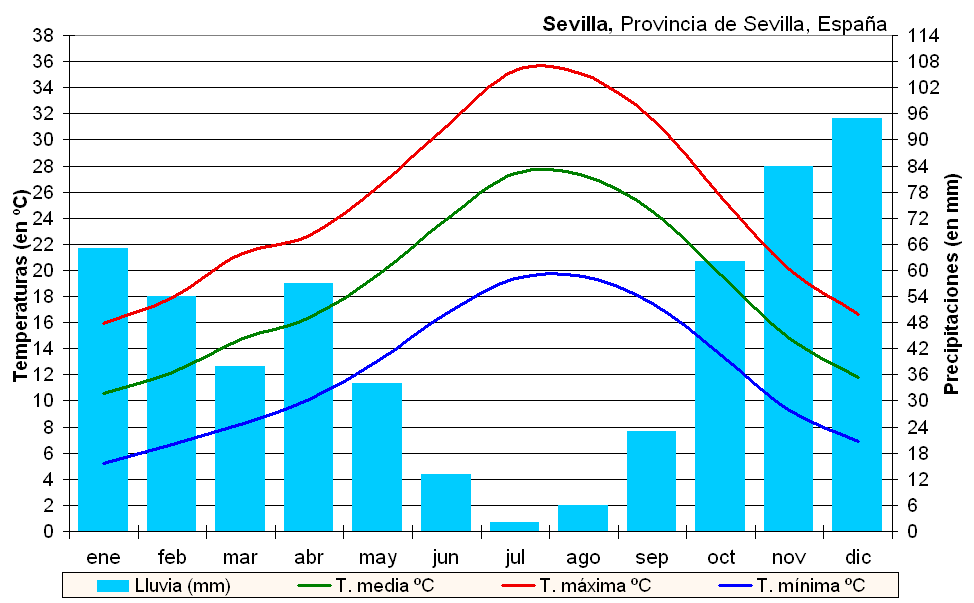
Clima di Siviglia (Aeroporto)

Il clima della città è di tipo mediterraneo con influenze oceaniche caratterizzato da inverni miti ed estati calde. La temperatura media annuale è di circa 18,5 °C: quindi la città è una delle più calde d'Europa. Il mese più freddo dell'anno è gennaio con temperature che di norma variano dai 5 °C ai 15 °C. La temperatura più bassa mai registrata fu –10,5 °C e risale al 12 febbraio 1956.
Le estati sono calde, secche e ventilate. In luglio, il mese più caldo, non è raro che si registrino temperature massime di 40 °C e minime di 25 °C. La temperatura più alta mai registrata fu 47,4 °C, corrispondente alla temperatura più elevata mai registrata in Spagna.
Le precipitazioni sono 535 mm all'anno e sono concentrate tra ottobre e aprile, con punte in dicembre. In media, ogni anno ci sono 65 giorni di pioggia.

## Origini del nome
Il nome della città proviene dal nome indigeno tartessico Spal o Ispal, dal significato di "terra pianeggiante". Dopo la conquista, i Romani latinizzarono il nome in Hispalis, che in epoca andalusa variò in Ishbiliya (dall'arabo أشبيليّة), dovuto alla sostituzione della "p" (fonema inesistente in arabo) con "b" e della "a" tonica con "i" (fenomeno caratteristico dell'arabo ispanico conosciuto come Imāla), da cui deriva la forma attuale Sevilla.

## Storia

### Storia antica

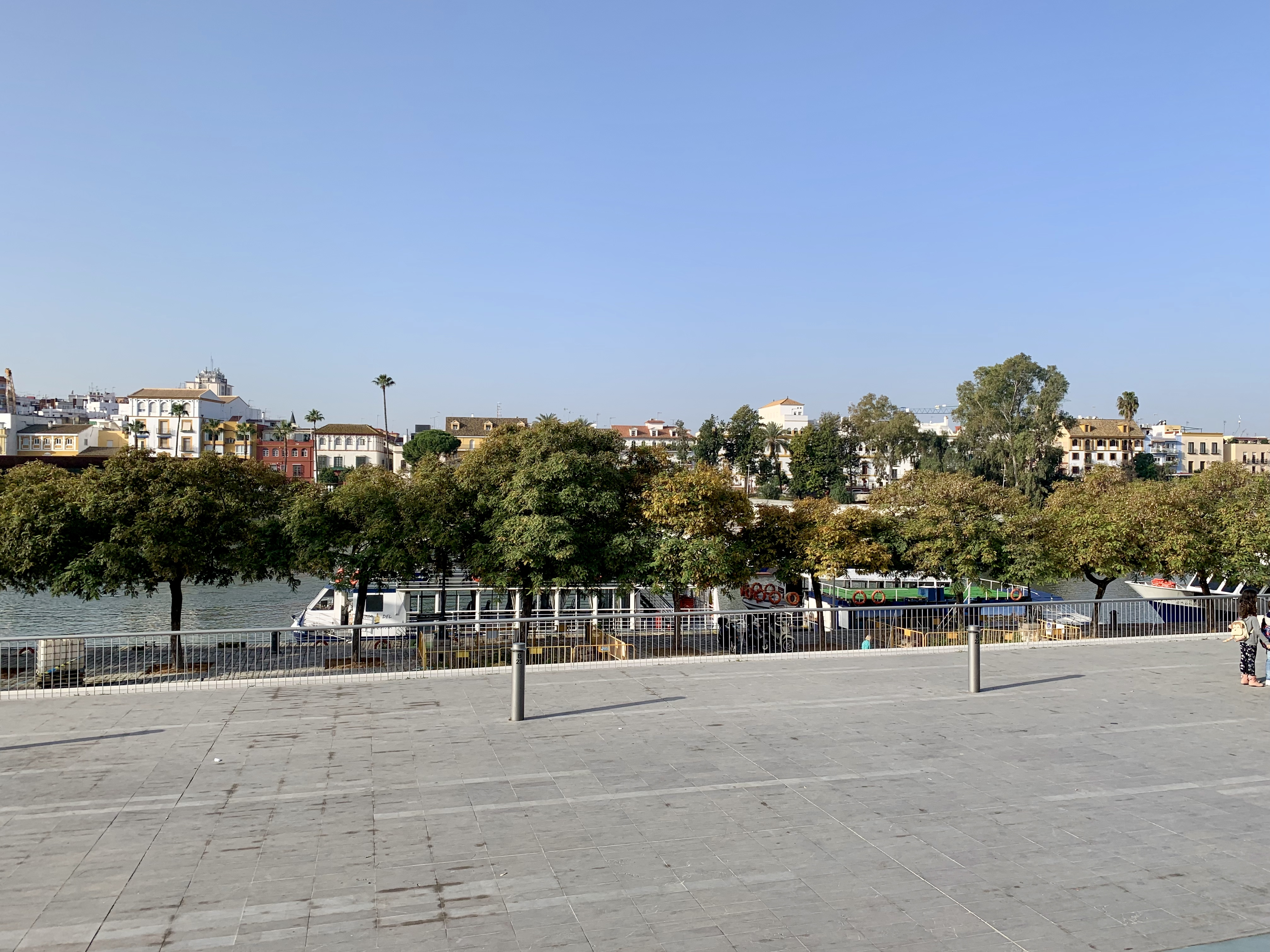
Veduta prospettica dei tetti di Siviglia e del fiume Guadalquivir

Furono i Tartessi i primi a fondare un insediamento nella zona dell'odierna Siviglia, intorno all'VIII secolo a.C., chiamandolo Ispal. Fenici e Greci allacciarono rapporti commerciali con i Tartessi che oltre alla città avevano occupato una parte del sud della Spagna. Di questa popolazione è giunto fino a noi il Tesoro di El Carambolo trovato nei dintorni della città nel 1958 ed ora tenuto in una cassaforte del Museo Archeologico.

Nel III secolo a.C. i cartaginesi occuparono per un breve periodo la zona ma durante la seconda guerra punica le legioni di Scipione l'Africano giunsero alle porte della città e sconfissero l'esercito cartaginese guidato da Asdrubale nel 206 a.C.
Il vincitore Scipione decise allora di fondare una città in cui tenere le truppe e la chiamò Italica, che si trovava a pochi chilometri da Ispal, che sotto dominio romano venne chiamata Hispalis. Questi due nuclei conobbero epoche di grande splendore e nel 45 a.C. Giulio Cesare concesse a Hispalis il rango di colonia romana, facendone una delle città più importanti della Spagna.
Durante il II secolo d.C. subì varie invasioni da parte dei mori, che furono respinte sempre dall'esercito romano. In questo periodo si diffuse il Cristianesimo nella penisola iberica. Nel 287 d.C. vennero martirizzate le sorelle Santa Giusta e Ruffina, le quali si rifiutarono di fare un'offerta durante un rito pagano, dichiarando la loro fede cristiana; sono oggi le patrone della città.
Nonostante l'importanza di Hispalis in epoca romana oggi a Siviglia ci sono pochissime testimonianze di questo periodo, fatta eccezione per dei resti di un antico acquedotto, a differenza di Italica di cui rimangono tuttora grandi resti del passato romano.

### Storia medievale

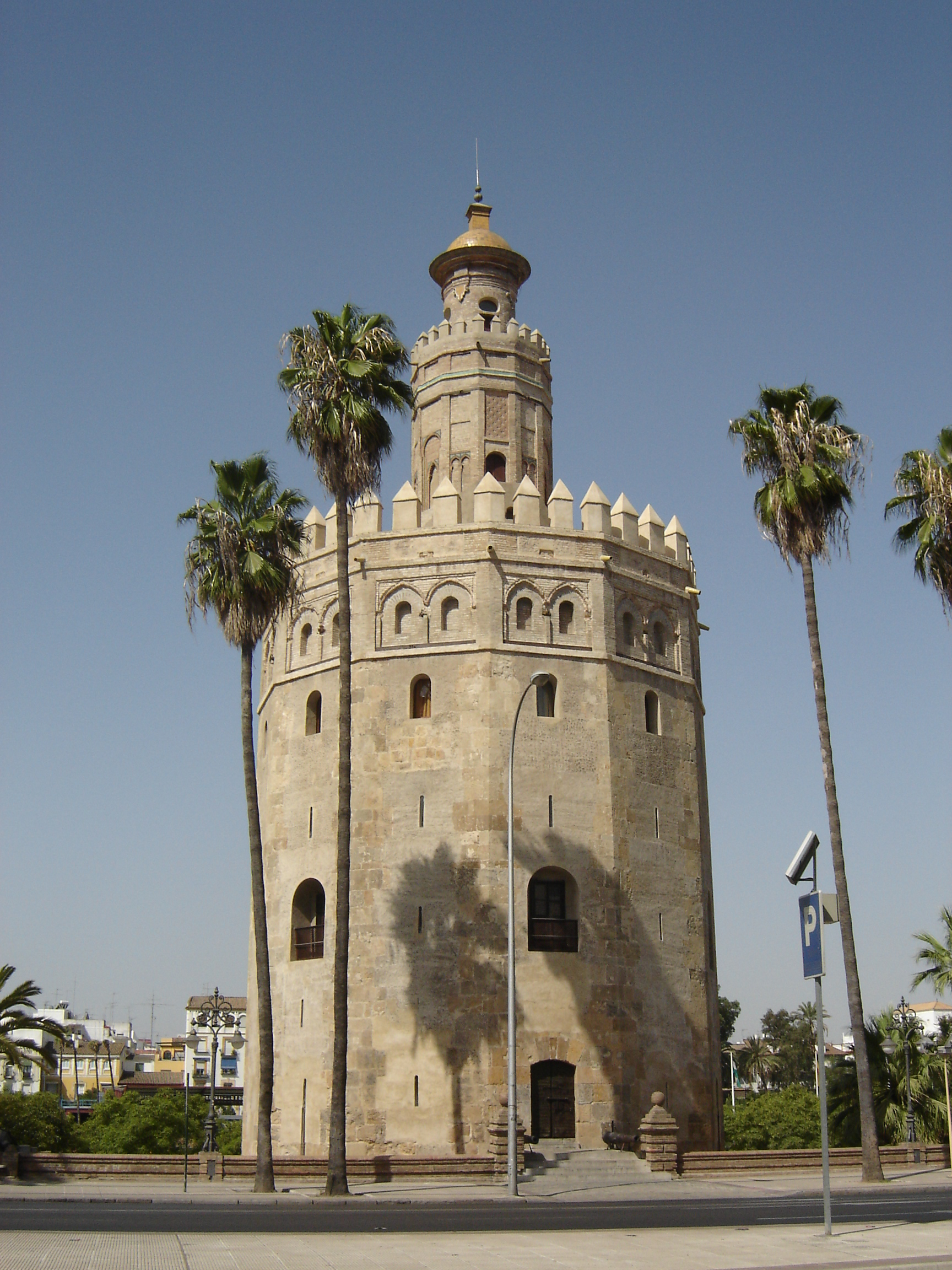
La Torre del Oro

In seguito alla caduta dell'impero romano si susseguirono le invasioni di vandali, svevi e visigoti. I vandali di Gunderico entrarono e saccheggiarono Siviglia nel 426. Lo stesso Gunderico morì in città due anni più tardi e il suo successore, il figlio Genserico, decise di abbandonare la Spagna per dirigersi alla conquista dell'Africa lasciando Hispalis in mano ai visigoti. Sotto il dominio di questi ultimi, nel VI e VII secolo Siviglia tornò ad essere un importante centro culturale dell'Occidente.
Nel 712 Musa ibn Nusayr con un esercito di 18 000 uomini attraversò lo stretto di Gibilterra conquistando la città e tutta l'Andalusia giungendo fino a Toledo. Sotto il dominio arabo la città venne chiamata Ishbīliya (in arabo  إشبيلية‎?, Ishbīliya) e anche il fiume, che in epoca romana si chiamava Betis, venne chiamato Wādī al-kabīr (fiume grande), vocaboli dai quali derivano le loro denominazioni attuali. Anche se all'inizio della dominazione araba il centro del potere venne stabilito a Cordova (Califfato di Cordova) Siviglia acquistò sempre più importanza e nel 1147 con l'arrivo della dinastia degli Almohadi al potere venne scelta come capitale. A quest'ultimo periodo del dominio islamico si devono la costruzione di monumenti come la Giralda, la Torre dell'Oro, l'Alcazar e le mura della Macarena.
Nel 1248, dopo due anni di assedio, Ferdinando III di Castiglia riconquistò Siviglia, liberandola dai mori e riportandola nel mondo cristiano.
I musulmani vennero costretti ad abbandonare la città e parallelamente venne ripopolata da migliaia di castigliani. Le numerose moschee vennero convertite in chiese cristiane e se ne costruirono di nuove in tutta la città.
Ferdinando III decise inoltre di spostare la corte del Regno di Castiglia nell'Alcazar, la fortezza araba, che divenne così la prima residenza reale. Il re visse a Siviglia fino alla sua morte avvenuta nel 1252 e da allora venne considerato dai sivigliani come il patrono protettore della città.
Anche il figlio Alfonso X il Saggio fece fiorire la città grazie al suo regno tollerante e pacifico. Sotto il regno di Pietro I di Castiglia (1350-1369) la città si ingrandì in maniera straordinaria e nel 1401 venne iniziata la costruzione della cattedrale nel luogo in cui sorgeva la moschea. Nel XV secolo i Re Cattolici, con il decreto dell'Alhambra, decisero di espellere gli ebrei dal regno e designarono Siviglia come sede dell'Inquisizione.

### Storia moderna

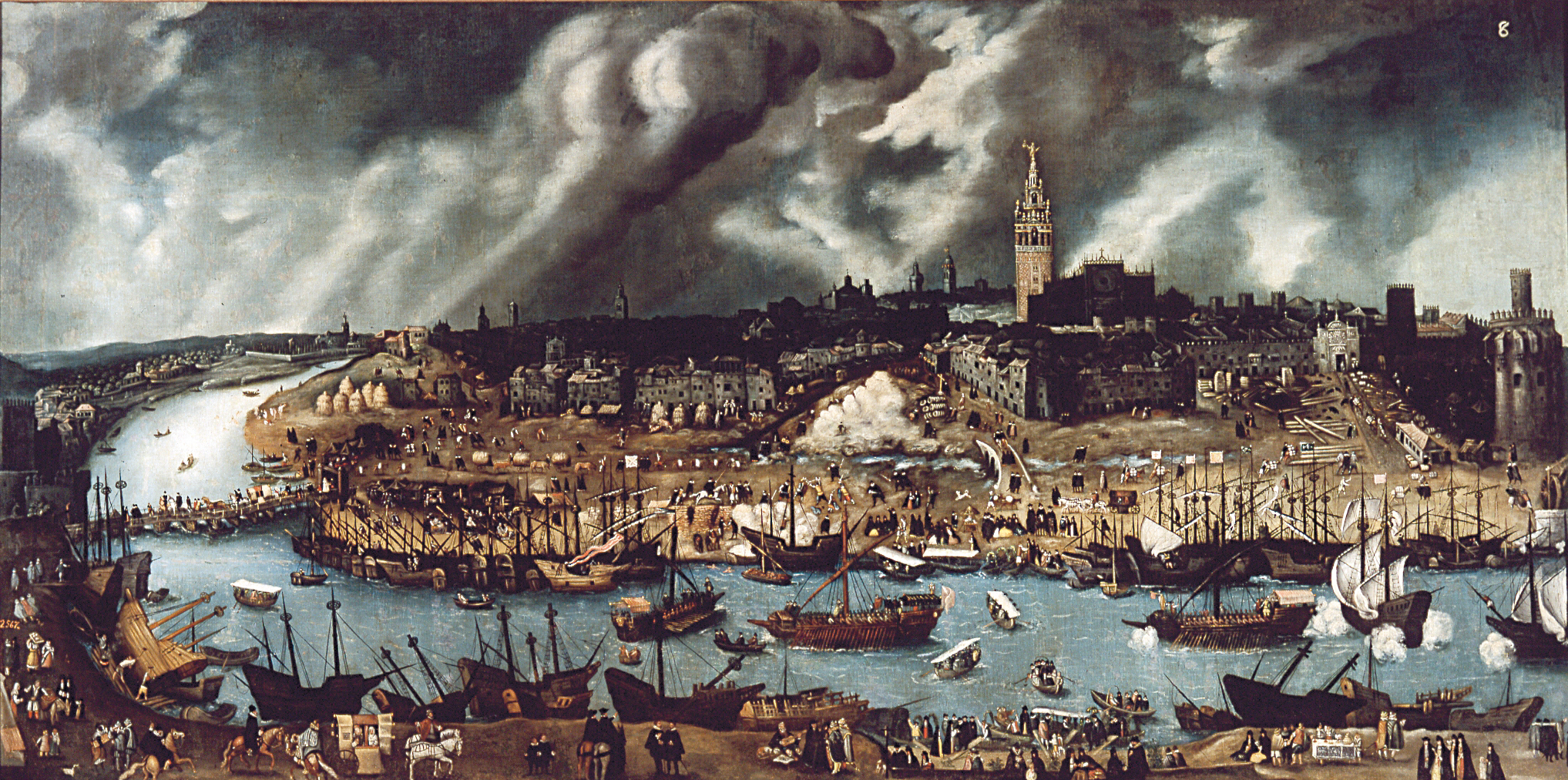
Dipinto raffigurante il Porto delle Indie di Siviglia nel XVI secolo

Con la scoperta dell'America Siviglia raggiunse l'apice della sua storia dato che vi si stabilì la Casa de Contratación, l'organismo commerciale che deteneva il monopolio delle merci delle colonie americane. Giunte a bordo di poderosi bastimenti alla foce del Guadalquivir dopo la traversata atlantica, le navi risalivano il fiume raggiungendo l'immenso scalo della città. In questo periodo Siviglia divenne la città più ricca e cosmopolita della Spagna, monarchia che nel 1519, essendo stato incoronato Carlo V a imperatore del Sacro Romano Impero, divenne di fatto la più potente di tutta Europa. Nel Siglo de Oro Siviglia raggiunse i 150 000 abitanti, fu terminata la cattedrale e fondata l'università.
Tre fatti importanti segnarono il XVII secolo quali la Grande peste del 1649, che ridusse di metà la popolazione cittadina, l'illuminazione delle zone più importanti della città con lampade ad olio e l'insabbiamento del Guadalquivir che dal 1680 non fu più navigabile, determinando il trasferimento della flotta delle Indie e della Casa de Contratación nel porto di Cadice agli inizi del XVIII secolo. Questo fu l'inizio del tramonto per la città che mantenne solo qualche monopolio commerciale come quello del tabacco per il quale venne edificata un'immensa fabbrica ora sede dell'università.

### Storia contemporanea

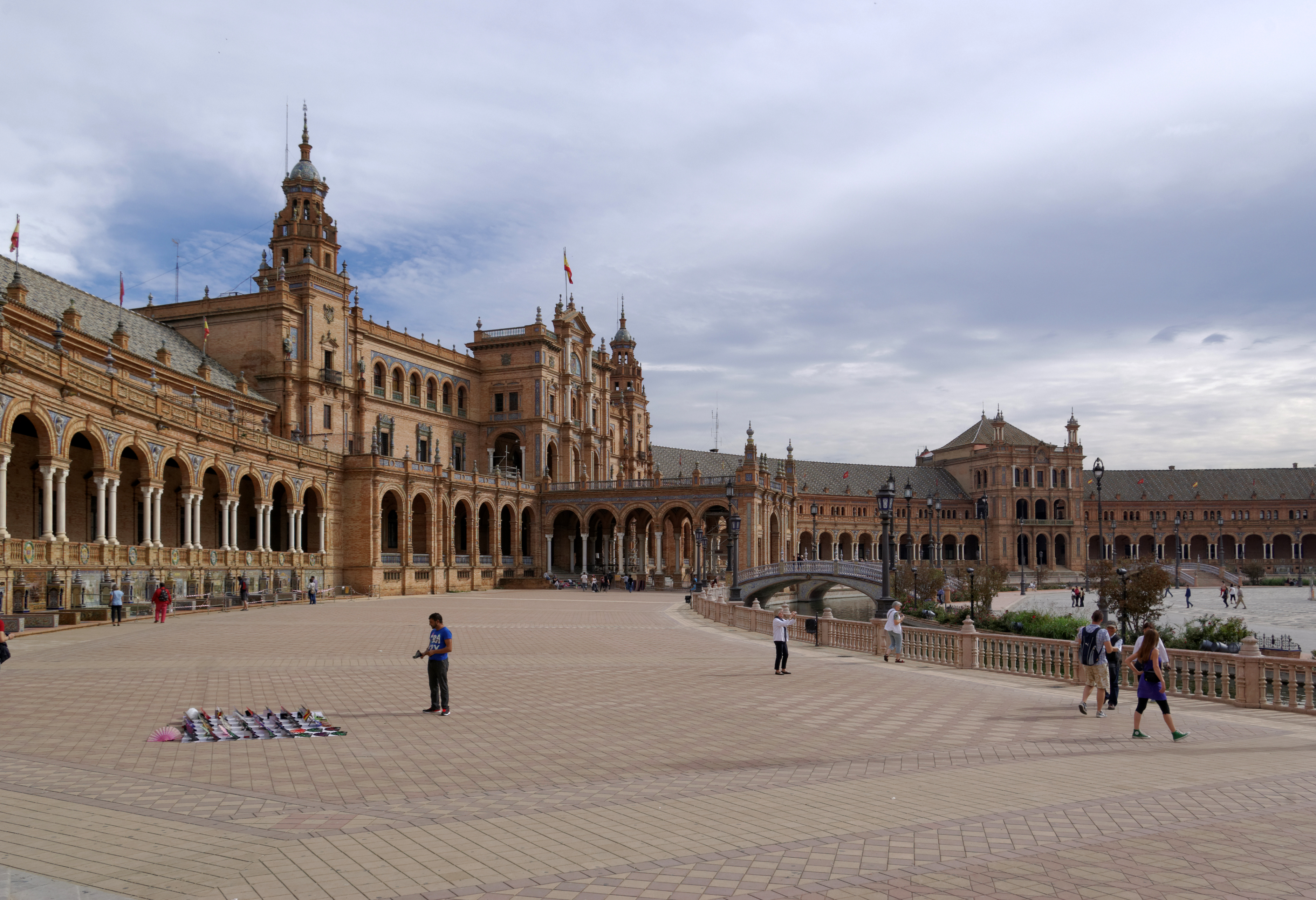
In occasione dell'Esposizione Iberoamericana del 1929 furono realizzate ex novo vaste aree urbane, tra cui la Plaza de España

La storia più recente della città è stata caratterizzata da due grandi esposizioni. Nel 1929 fu organizzata l'Esposizione iberoamericana, voluta per potenziare l'economia andalusa, per la quale la fisionomia di Siviglia cambiò con la creazione del Parco Maria Luisa in cui furono costruite diverse opere della cosiddetta architettura regionalista. Poco dopo, nel febbraio del 1936, la città cadde subito in mano ai franchisti all'inizio della Guerra civile spagnola. La repressione nei primi due anni fu violentissima e si calcola che morirono circa 3 000 persone dal 1936 al 1937.

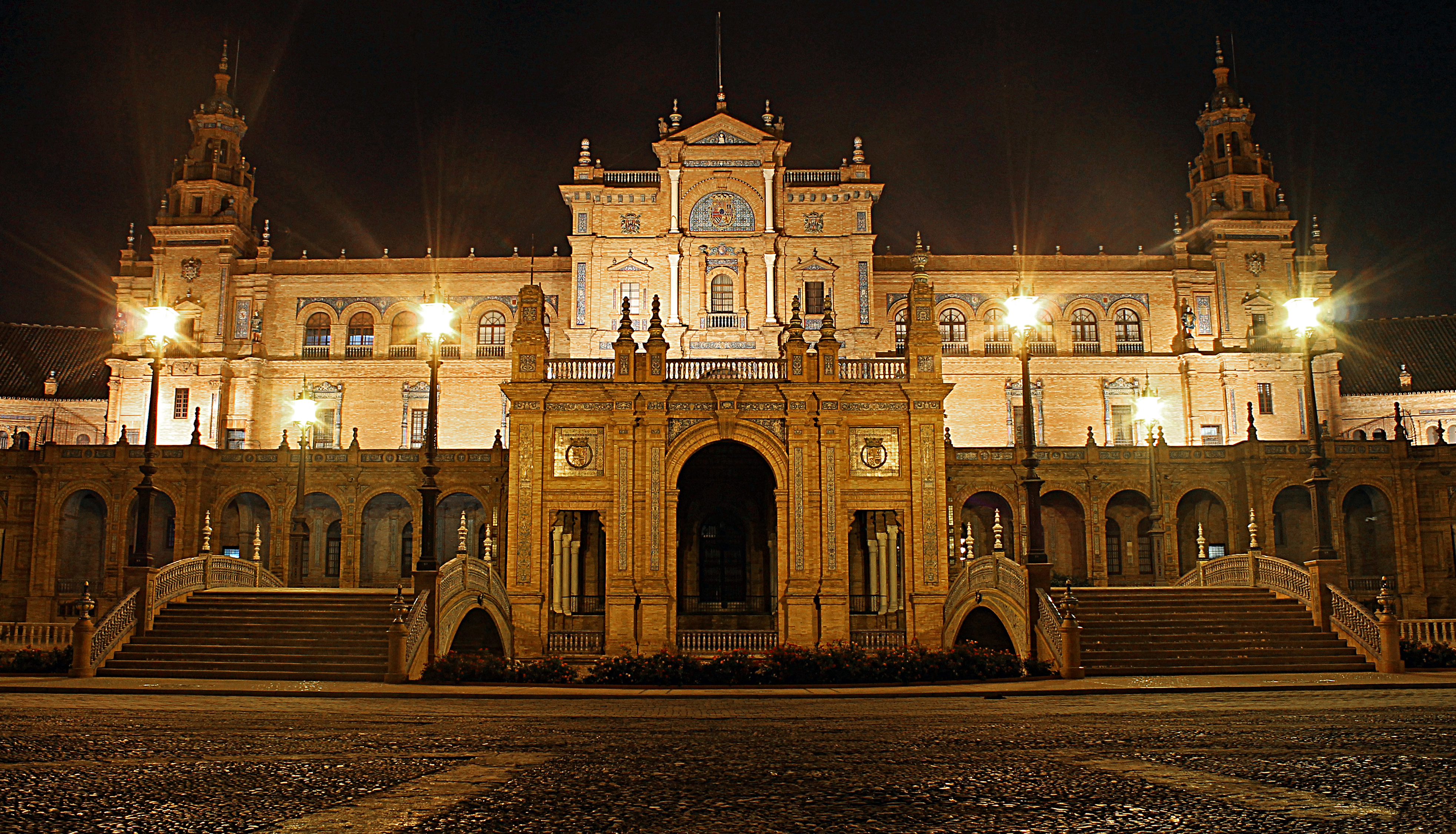
Plaza de España

Nel 1992, Siviglia ospitò l'Esposizione Universale (EXPO) con cui la città ha acquisito un nuovo profilo urbano nella zona a sud del fiume. Furono creati palazzi in stile avanguardista per ospitare le esposizioni sull'Isola della Certosa che fu collegata al centro da un nuovo ponte, ora uno dei simboli della Siviglia moderna, il ponte dell'Alamillo. La maggior parte delle installazioni utilizzate dall'EXPO sono state convertite per altri usi e alcune sono state utilizzate per un parco tecnologico. Sempre in occasione dell'Esposizione, fu costruita la nuova stazione ferroviaria di Santa Justa e inaugurata la tratta dell'alta velocità per Madrid.
Nel 1999 Siviglia ha ospitato i mondiali di atletica. Attualmente la città è coinvolta in un grande processo di trasformazione urbana. L'area monumentale del centro storico è stata dichiarata area pedonale e da ottobre 2007 la mobilità si completa con una linea di metro in superficie (MetroCentro) che collega le stazioni della Metropolitana di Prado de San Sebastián e Puerta de Jerez, con Avenida Constitución e la Plaza Nueva. Nel 2009 è stata inaugurata la Linea 1 della Metropolitana, con un percorso di 18 km e 22 stazioni tra Ciudad Expo ed Olivar de Quintos.

### Motto logotipo e stemma della città

Bandiera del comune di Siviglia

NO8DO è il motto e il logotipo del comune di Siviglia e consiste in una matassa (in castigliano madeja) di filo, che per la sua forma assomiglia molto al numero otto, preceduto dalla sillaba "NO" e seguito dalla sillaba "DO", entrambe scritte in stampatello maiuscolo. Si forma quindi il rebus "NO8DO" che si legge "NO-MADEJA-DO": questa è l'espressione fonetica sivigliana della frase "No me ha dejado" ("Non mi ha abbandonato").
Tradizionalmente è legata al re Alfonso X, che nel 1283 avrebbe riconosciuto alla città il diritto di fregiarsene nello stemma perché vi aveva trovato rifugio e protezione, quando l'anno precedente il regno era rimasto coinvolto in una guerra dinastica che avrebbe successivamente sancito il diritto del figlio Sancho IV alla corona.
Secondo altre teorie, il significato sarebbe da ricondurre al "nodo", in allusione al nodo gordiano di Alessandro Magno.
Questo simbolo figura al centro della bandiera della città di Siviglia, esposta sui palazzi comunali.

## Monumenti e luoghi d'interesse
Le piazze sulle quali si affacciano i monumenti principali della città sono la Plaza de la Virgen de los Reyes e Plaza del Triunfo.

### Architetture religiose

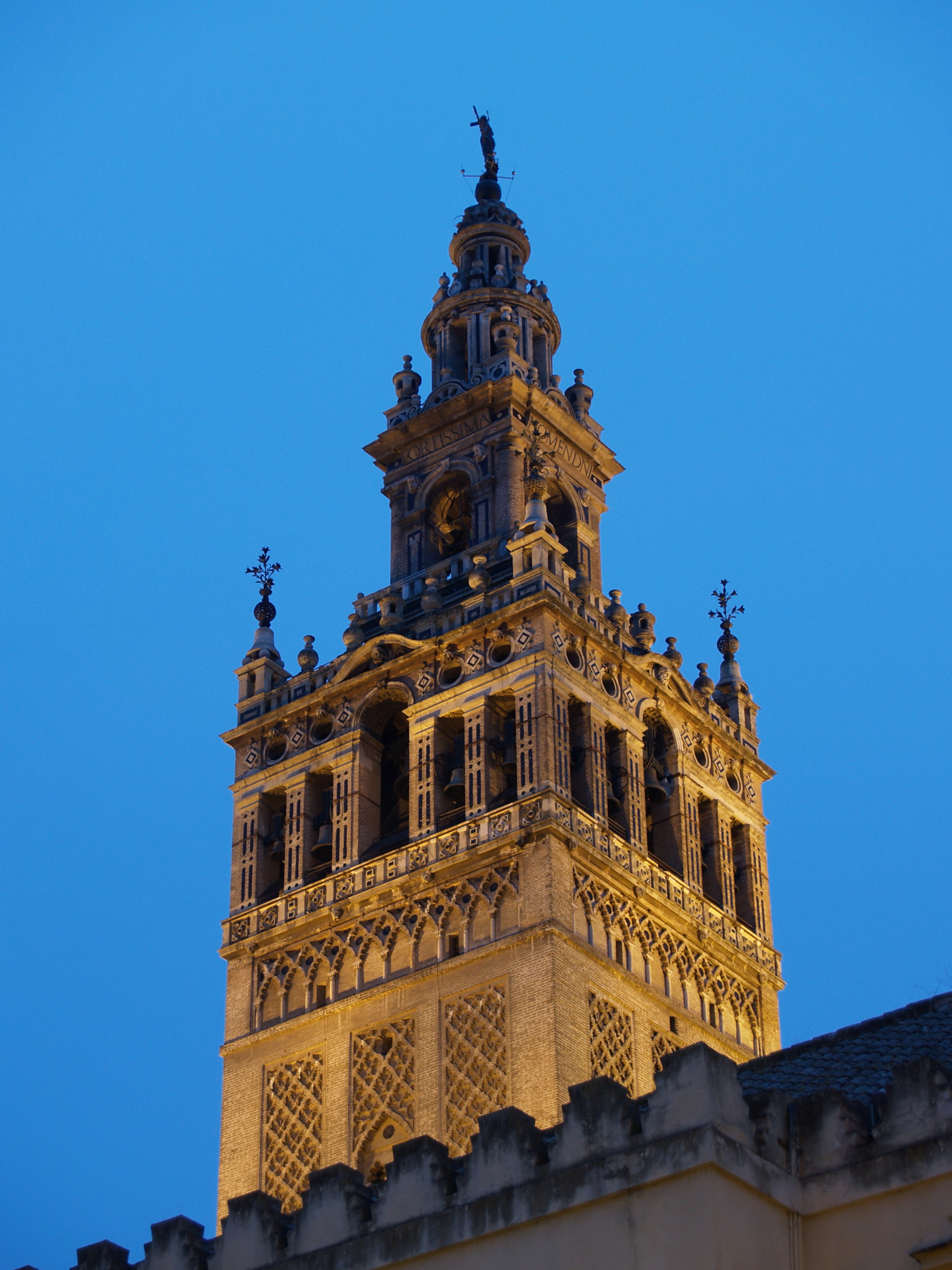
Anticamente un minareto, oggi la Giralda è la torre campanaria della cattedrale

#### Giralda
La Giralda è l'antico minareto della moschea divenuto poi la torre campanaria della cattedrale ed ora è il monumento simbolo di Siviglia. Da questa torre in epoca moresca il muezzin chiamava i fedeli alla preghiera e molto probabilmente veniva anche utilizzata come osservatorio astronomico.
La sua costruzione iniziò nel 1171 e si concluse nel 1198, opera dell'architetto Aben Baso (Ahmad ibn Baso). Nel corso del tempo la struttura subì numerosi cambiamenti e rappresenta uno dei migliori esempi dello stile mudéjar della Spagna.
Raggiunge ora l'altezza di 103 metri e per questo motivo la sua presenza nella città è costante apparendo dagli angoli più imprevisti. In cima si trova un coronamento rappresentante il Trionfo della Fede che viene chiamato Giraldillo.

#### Cattedrale

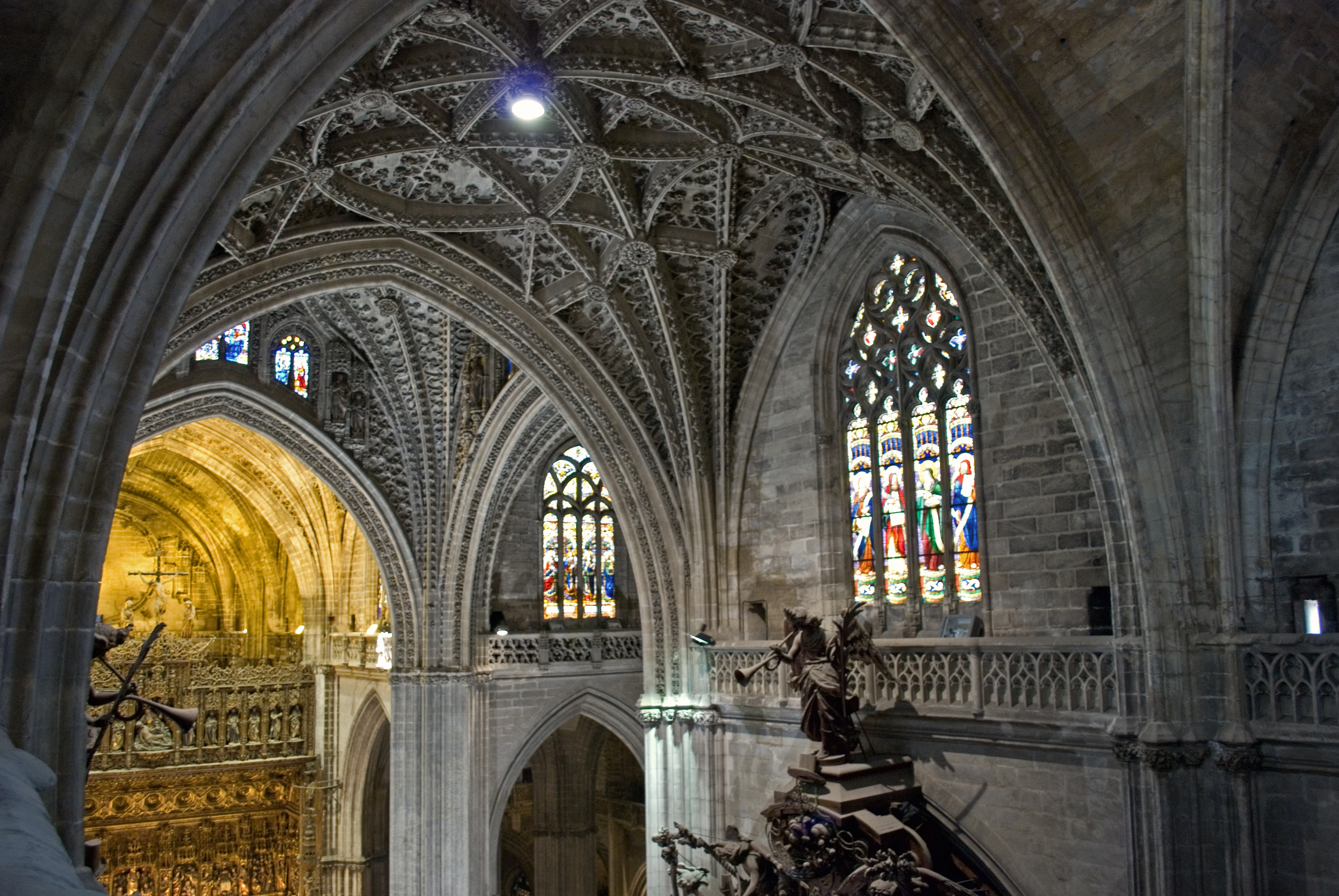
Le volte gotiche della Cattedrale sono decorate con nervature

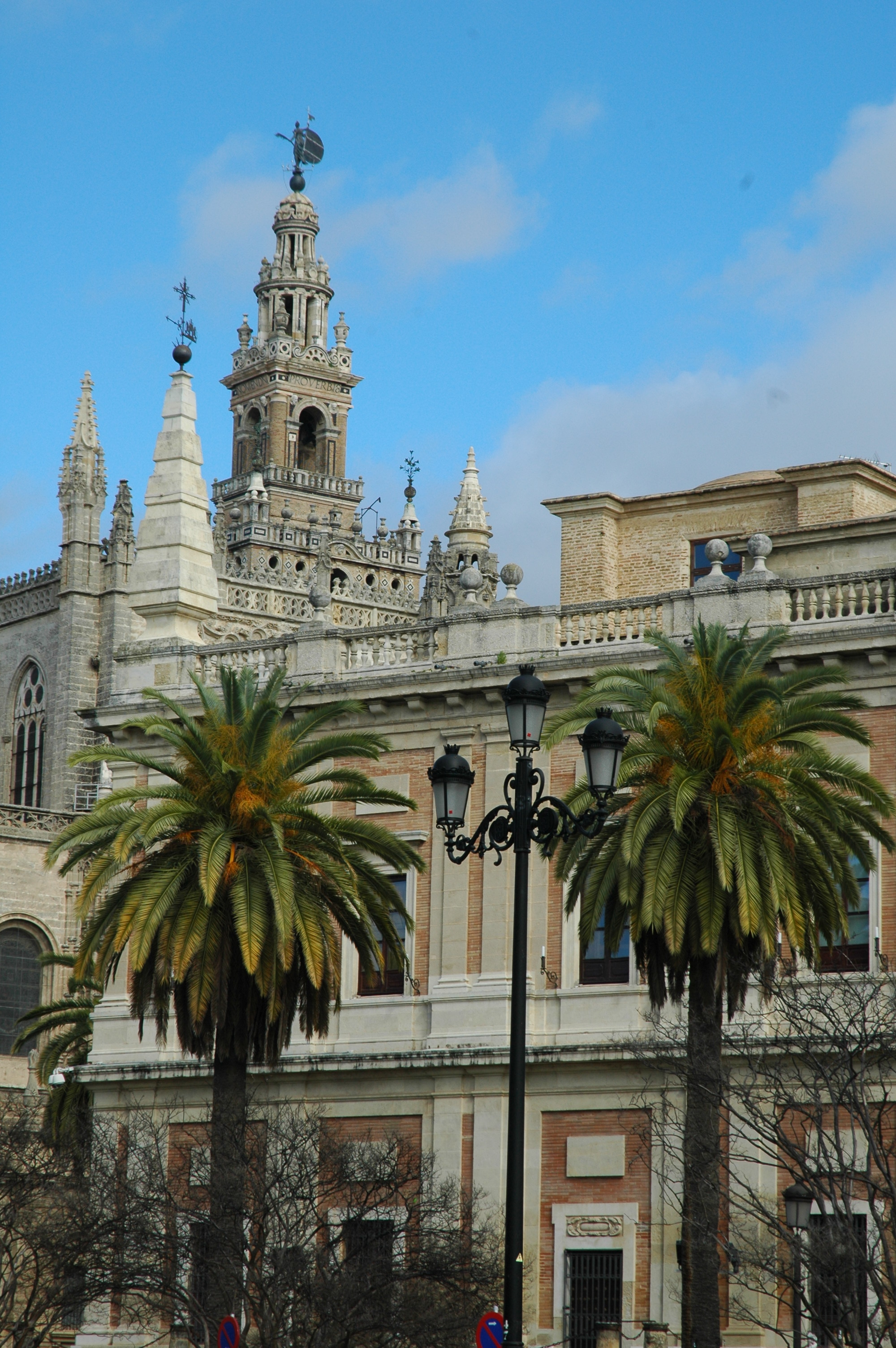
Verso la Cattedrale, vista della Giralda

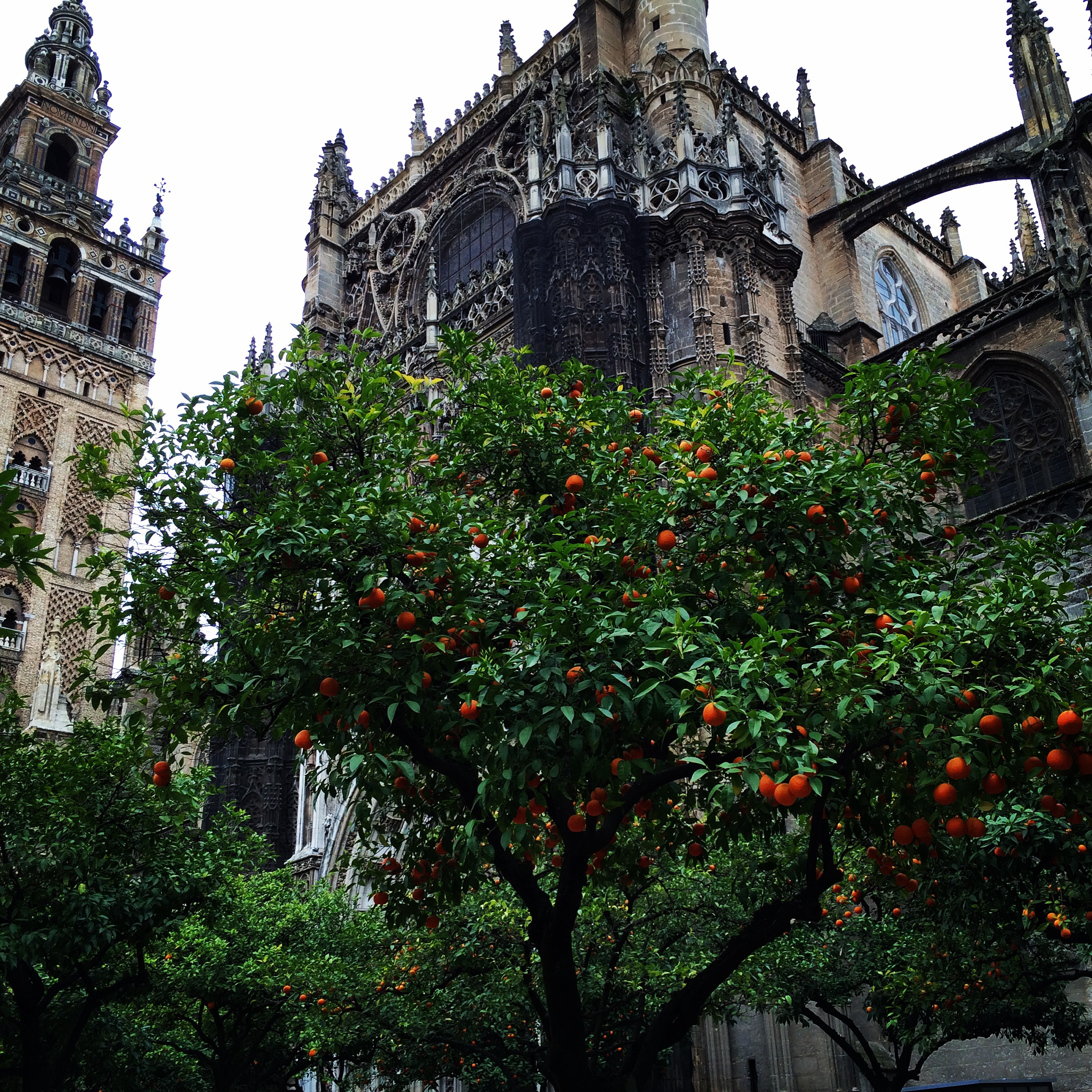
Il Patio de los Naranjos nella Cattedrale

La Cattedrale di Siviglia, per ampiezza dell'aula, è la più grande della Spagna (e la quinta del mondo) e ciò rispecchia bene l'ambizione e l'entusiasmo di coloro che ne seguirono la costruzione verso la fine del XIV secolo quando la città era una delle più importanti d'Europa. Fu costruita dove sorgeva la grande moschea di cui rimangono solo la Giralda e il Patio de los Naranjos (Cortile degli aranci) che corrispondeva all'antico patio delle abluzioni.
La pianta è un rettangolo di 126,18 metri di lunghezza per 83,60 di larghezza divisa in cinque navate ed è alta 30,48. Il suo punto più alto raggiunge però i 56 metri. Dal 2005 fa parte del libro dei Guinness dei primati per la sua enorme estensione spaziale. Anche se fu terminata nel 1506 ci vollero quattro secoli per darle l'aspetto attuale.
La facciata principale si trova lungo Avenida de la Constitución e all'esterno la chiesa è circondata dalle gradinate, ovvero delle scalinate collegate tra loro da catene, che furono costruite per servire da punto di assunzione di braccianti durante il XIV secolo.
L'interno è impressionante data la grandiosità dell'edificio. Nella navata centrale dietro il coro spicca la Cappella Maggiore, chiusa da una magnifica inferriata in ferro dorato, all'interno della quale si trova l'immenso retablo della "Virgen de la Sede". Sempre all'interno del tempio ha sede il mausoleo di Cristoforo Colombo, sotto il grande orologio ottocentesco, ed è esposto l'autentico Giraldillo della Giralda.

#### Chiesa dell'incarnazione
Un ex-collegio di gesuiti, affacciato sulla stessa piazza dove si trova la Giralda, ospita la chiesa dell'incarnazione, costruita in stile rinascimentale negli anni 1565-1579 su progetto di Bartolomé de Bustamante. Internamente, un retablo primoseicentesco di Juan Martínez Montañés ospita una Sagrada Familia scolpita da Juan de Roelas. Lo stesso Montañés, unitamente a Francisco Pacheco del Rio, è autore delle statue che, nella parte bassa del retablo, raffigurano i santi Ignazio di Loyola e Francesco Borgia (1610). Nella cripta della chiesa trovano posto alcune sepolture rinascimentali, realizzate dagli artisti Pace Gaggini e Antonio Maria Aprile, provenienti da Genova.

#### Altre architetture religiose
- Basilica della Macarena.

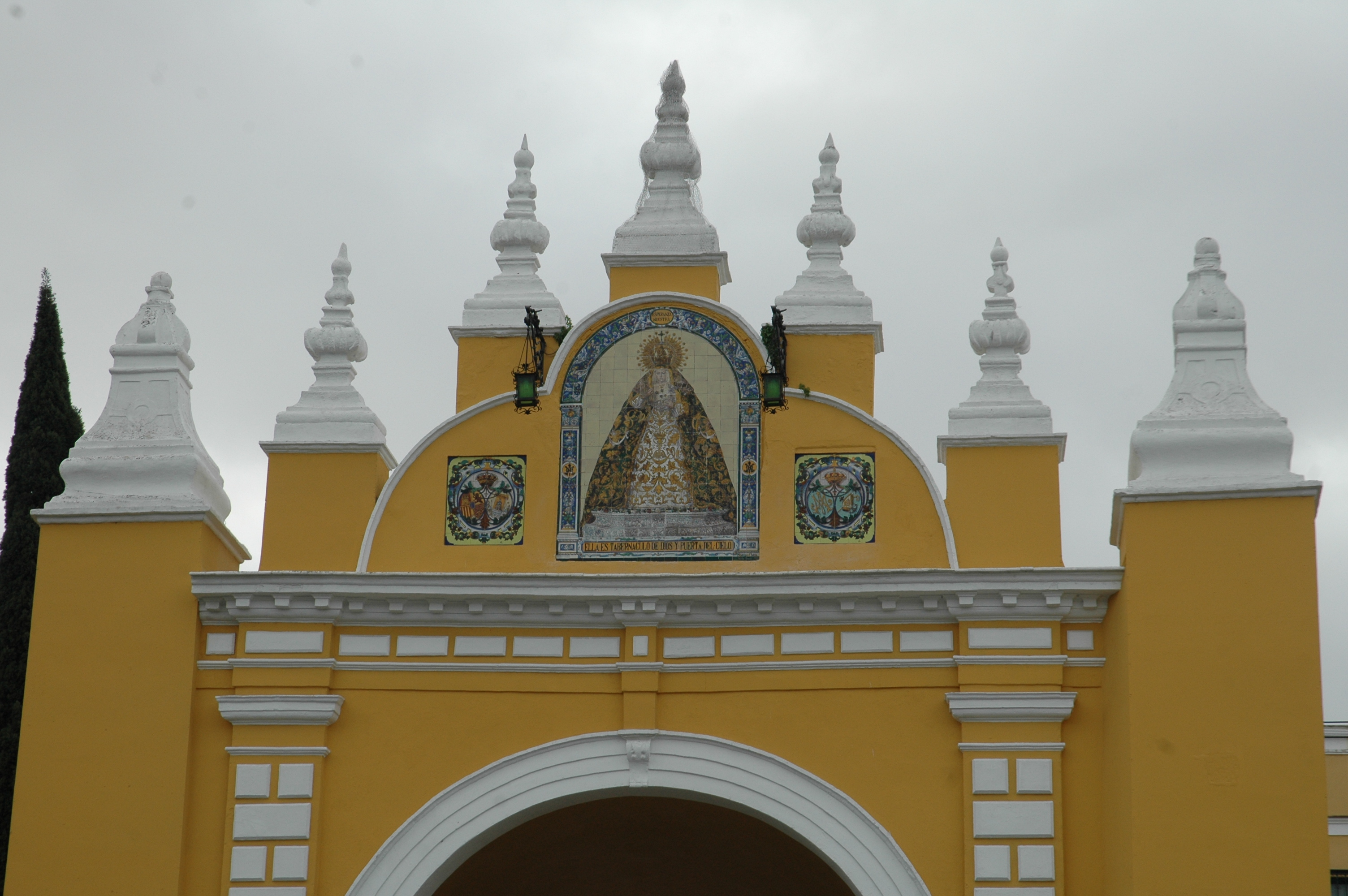
Ingresso alla Basilica della Macarena

- Chiesa di San Luigi dei Francesi (1709-1732), nel quartiere della Macarena, edificio in stile barocco che conserva dipinti di Lucas Valdés (in controfacciata) e sculture di Duque Cornejo.[6]
- Chiesa di Santa Marina, nel quartiere della Macarena, edificio dotato di portale e campanile in stile mudejar (XIV secolo).[6]
- Chiesa di San Gil, nel quartiere della Macarena, edificio ricostruito nel Seicento sulla base di una precedente chiesa del Duecento, della quale si conservano ancora l'abside e alcuni ornamenti del Trecento. Il campanile, già al servizio della chiesa originaria, è un vecchio minareto: la vecchia chiesa fu infatti costruita in sostituzione di una moschea, resti della quale sono ancora osservabili all'interno dell'attuale edificio religioso.[6]
- Chiesa dell'Hospital de la Sangre, costruita nel 1560 nel quartiere della Macarena, all'interno della quale trova posto un retablo del 1601.[6]
- Certosa di Santa Maria de las Cuevas.
- Chiesa della Maddalena.
- Chiesa del Divino Salvatore, con patio degli aranci.
- Chiesa di Santa María la Blanca, nel Barrio de Santa Cruz. Ricostruita nel periodo barocco in sostituzione di una precedente sinagoga, nelle navate riccamente decorate a stucco ospita un'Ultima Cena di Bartolomé Esteban Murillo e una Pieta di Luís de Várgas (1564).[7]
- Capilla del Seminario (1506), in stile gotico, edificio ad aula internamente decorato da azulejos e da una copertura ad artesonado. La cappella ospita un polittico, realizzato da Alejo Fernández nel 1520.[8]
- Chiesa di Santa Anna, nel quartiere di Triana. Costruita nel 1280 in stile gotico-mudejar, è introdotta da un portale in stile romanico. Internamente, la Capilla Mayor ospita un retablo eseguito attorno alla metà del XVI secolo. Di qualche decennio anteriore è la Vergine della Rosa realizzata da Alejo Fernández nella zona del coro. Tra le opere conservate nelle cappelle della navata di destra si menzionano un sacrofago in ceramica, eseguito nel 1503 dall'artista di Pisa Francesco Nicoloso, e un polittico in onore di Santa Caterina, realizzato nel 1153 da Hernando de Sturmio. Alla scuola di quest'ultimo è attribuita anche la maggior parte delle tele che si trovano nelle cappelle della navata di sinistra.[8]
- Chiesa della Carità, introdotta da una facciata decorata ad azulejos, all'interno della quale si conservano un pulpito e un retablo scolpiti da Pedro Roldán, oltre a numerose opere pittoriche di Bartolomé Esteban Murillo (1671-1674) e di Juan de Valdés Leal (1670-1671).[9] Quest'ultimo è anche autore del dipinto che, nella sala capitolare, ritrae colui che ispirò l'opera Miguel Mañara, sepolto nella cripta della chiesa. La sala capitolare ospita anche dipinti di Francisco de Zurbarán e del già citato Murillo.[10]
- Capilla de San José, edificio in stile barocco lungo la Calle de las Sierpes.[10]
- Iglesia omnium Sanctorum (1356), chiesa gotica introdotta da un portale che presenta elementi mudejar, stesso stile che caratterizza l'adiacente campanile.[10]
- Convento di San Clemente el Real, fondato da San Fernando III di Castiglia a partire da un preesistente palazzo reale degli Almohadi. La chiesa conventuale, realizzata nel 1632, ospita dipinti di Juan de Valdés Leal (nel coro) e di suo figlio Lucas Valdés (sulle pareti della navata), oltre a una raffigurazione di San Giovanni Battista frutto della cooperazione fra gli artisti Núñez Delgado e Francisco Pacheco del Rio. Il retablo dell'altare maggiore, eseguito tra il 1639 e il 1647, è di Francisco Dionisio de Ribas.[10]
- Chiesa di San Pietro (XIV secolo), edificio a tre navate in stile gotico con coperture mudejar. Internamente, la chiesa ospita un polittico eseguito da Peeter de Kempeneer sul tema della Passione, oltre a cinque tavole Cinquecentesche realizzate da artisti di scuola italiana. Di Juan de Roelas è invece il dipinto che, nella prima cappella di destra, raffigura il santo titolare della chiesa.[5]
- Chiesa di Santo Stefano (XIV secolo), in stile romanico-mudejar, all'interno della quale sono conservati dipinti di Francisco de Zurbarán e coperture in stile mudejar.[5]
- Chiesa di Santa Catalina (XIV secolo), costruita sulla base di una precedente moschea della quale conserva una torre e alcuni archi. Internamente conserva una Flagellazione di Cristo, opera realizzata da Peeter de Kempeneer.[5]
- Chiesa di San Marco (XIV secolo), in stile gotico-mudejar, il campanile della quale era in passato un minareto.[6]
- Chiesa del Convento de Santa Isabel (XVI secolo), in stile rinascimentale, introdotta da una facciata recante un altorilievo Seicentesco realizzato da Andrés de Ocampo sul tema della Visitazione della Beata Vergine Maria. Internamente, la chiesa ospita un retablo maggiore del 1625, opera di Juan de Mesa, autore anche del Cristo de la Misericordia (1623) conservato nei pressi del coro, dove trovano posto anche un San Giovanni di Juan Martínez Montañés e un quadro di Juan de Roelas.[6]
- Chiesa di Santa Paula (XIV secolo), in stile gotico-mudejar ma rimaneggiata con elementi barocchi. Esternamente ospita un Seicentesco portale, realizzato in ceramica da Francesco Nicoloso e dotato di elementi scolpiti in rilievo da Pedro Millán. Internamente, si presenta con una navata parzialmente decorata ad azulejos, coperta da un soffitto in stile mudejar, ai lati della quale si aprono alcune cappelle dotate di altari progettati da Alonso Cano e di statue di Juan Martínez Montañés. Il coro ospita opere di Francisco de Zurbarán (una Disputa) e di Bartolomé Esteban Murillo (un'Immacolata), mentre a destra della Capilla Mayor si trovano gotiche sepolture Cinquecentesche dei marchesi di Montemayor.[6]
- Chiesa de la Anunciacion.
- Chiesa di San Lorenzo.

### Architetture civili

#### Reales Alcázares

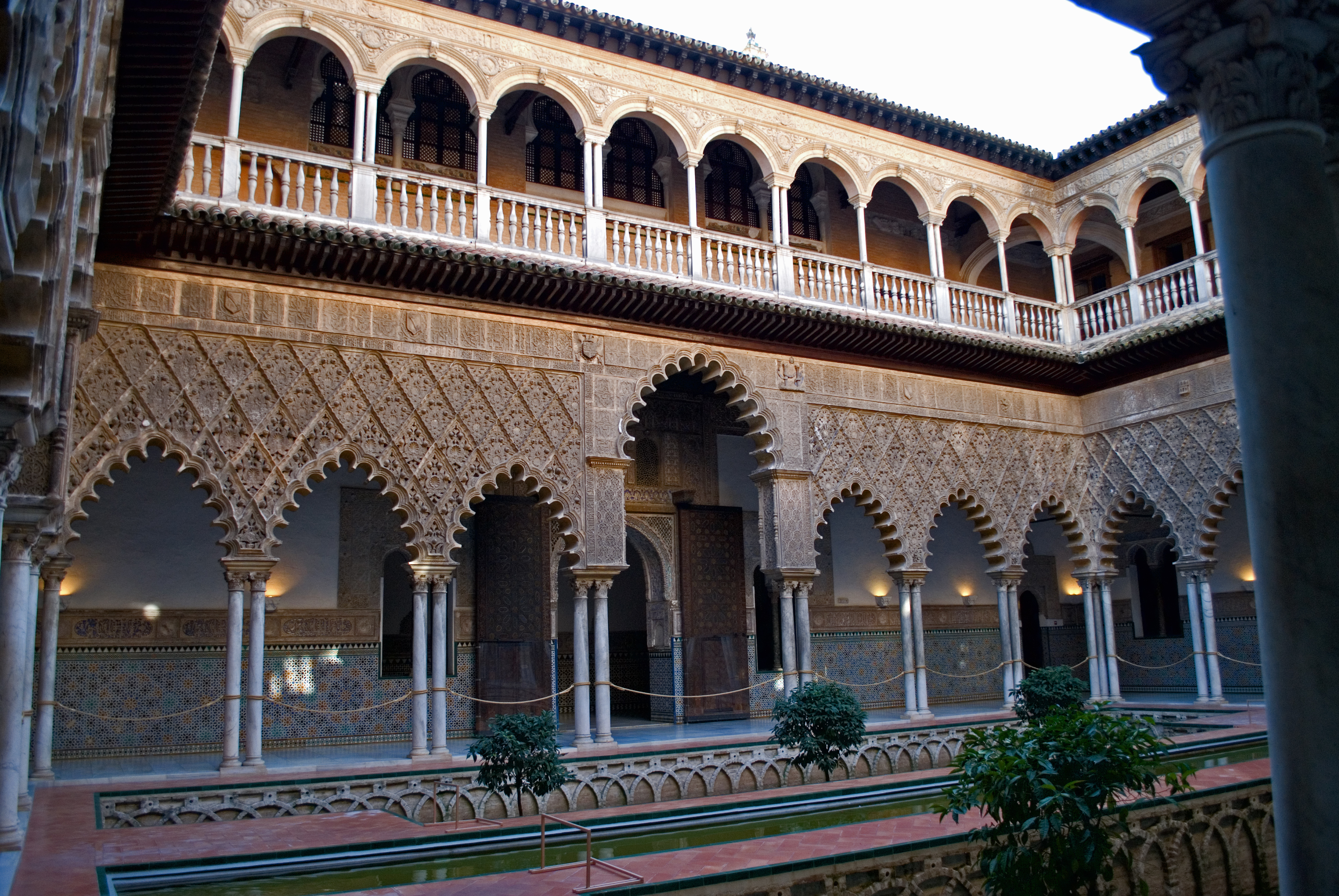
Il Patio de las doncellas, all'interno delle Reales Alcázares

I Reales Alcázares (le fortezze reali) vengono chiamati così, al plurale, perché costituiscono un insieme architettonico che va dal primo Alcázar arabo (al-Qasr) ai successivi ampliamenti di cortili e palazzi che furono costruiti dai monarchi successivi. Dell'Alcázar restaurato dagli Almohadi nel XII secolo rimane solo una parte delle mura, il Patio del Yeso e quello de la Montería. La struttura che si può vedere adesso è in gran parte dovuta alla ristrutturazione di Pietro I di Castiglia. Oltre alle stupende sale, stanze e cortili dei palazzi ci sono anche dei magnifici giardini che sono un bell'esempio di un'arte in cui gli andalusi sono grandi maestri.

#### Archivio generale delle Indie
L'edificio dell'Archivio delle Indie si affaccia su Plaza del Triunfo e fu eseguito tra il 1584 e il 1598 in stile rinascimentale con pianta quadrata, due piani ed un patio centrale con portici. Il progetto fu di Juan de Herrera e inizialmente era stato costruito per ospitare la Borsa dei Commercianti in modo da decongestionare l'intensa attività commerciale che si svolgeva a Siviglia in seguito alla scoperta dell'America. Per volontà di Carlo III fu convertito in sede dell'Archivio delle Indie nel 1785 per raccogliere i documenti legati ai possedimenti spagnoli d'oltremare. Rappresenta oggi uno degli archivi più importanti del mondo con milioni di documenti preziosissimi.

#### Architetture di Plaza de San Francisco
Questa piazza, a nord della Cattedrale in fondo alla Avenida de la Constitución, da molti anni svolge la funzione di centro principale della città. Si deve la sua forma attuale ai lavori della prima metà del XVI secolo, quando furono costruiti il Municipio e la Fontana con la statua del Dio Mercurio. La piazza, durante il Medioevo, era centro di scambi commerciali e fu il luogo dove vennero fatte le prime corride. Il Municipio fu costruito tra il 1527 e il 1534 sotto la direzione di Diego de Riano, in stile rinascimentale.

#### Architetture di Calle de las Sierpes
Dalla Plaza de San Francisco parte la Calle de las Sierpes, una delle vie più frequentate vie di Siviglia per la presenza di numerosi negozi e bar all'aperto. Lungo la strada si trova il palazzo del Banco ispanoamericano, costruito laddove un tempo si trovava il carcere nel quale Miguel de Cervantes iniziò a scrivere il Don Chisciotte della Mancia.

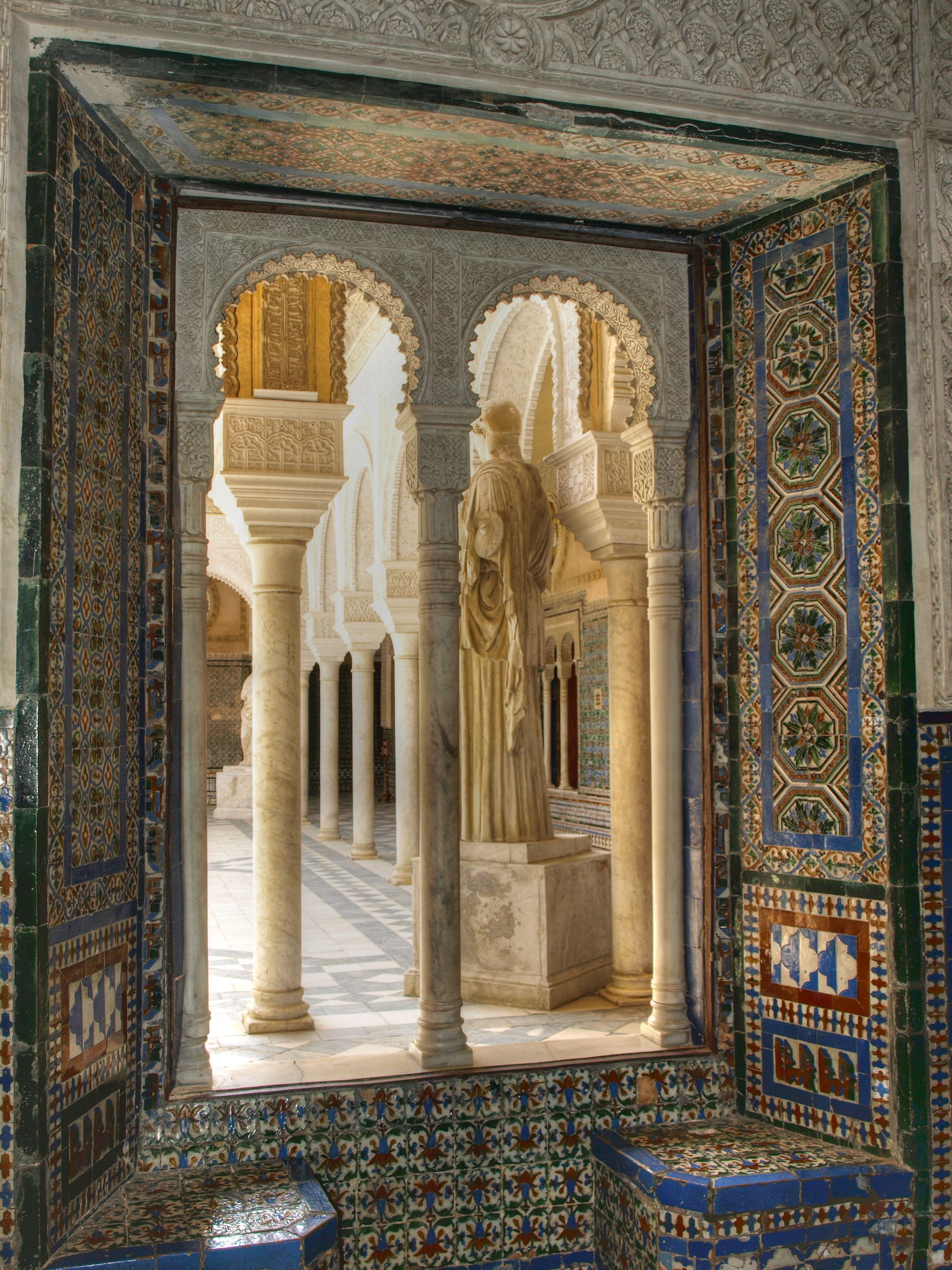
Casa de Pilatos

#### Architetture dei quartieri moreschi
Attorno al nucleo di Siviglia monumentale si trovano i quartieri di Santa Cruz ed El Arenal che conservano tuttora l'aspetto dell'epoca moresca con vie strette e tortuose, piazzette irregolari e case basse con ampi ed eleganti patios.
Entrando nello specifico del Barrio de Santa Cruz, nel XV secolo vi furono costruite diverse piazze che si aprono in mezzo al labirinto di vie. Una di queste piazze, Plaza de los Venerables, prende il nome dall'Ospedale de los Venerables Sacerdotes, uno dei palazzi barocchi più interessanti della città, costruito tra il 1675 e il 1695. In calle de Santa Teresa al numero 8 si trova la casa, oggi museo, in cui il pittore Murillo trascorse gli ultimi anni della sua vita.

#### Casa de Pilatos

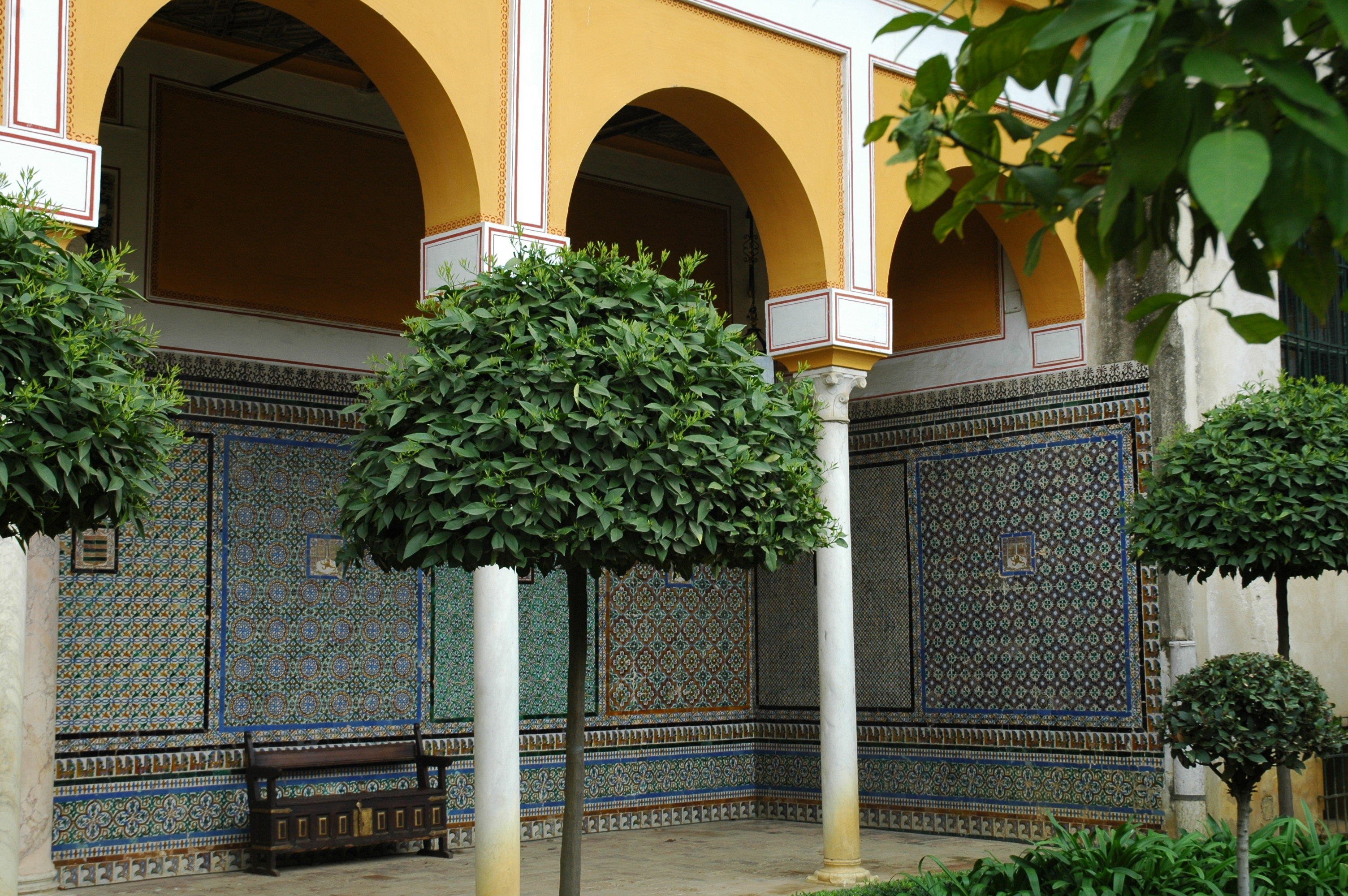
Patio della Casa de Pilatos

Nell'omonima piazza si trova la Casa de Pilatos, il più sontuoso palazzo di Siviglia costruito agli inizi del XVI secolo, residenza dei duchi di Medinaceli. L'idea era quella di realizzare una copia del Pretorio del procuratore della Giudea, Ponzio Pilato, dato che l'edificio era stato fortemente voluto da Don Fadrique, di ritorno dal suo viaggio in Terra santa.
Il palazzo è un insieme di stili architettonici diversi che vanno dal rinascimentale allo stile mudéjar, tipico dell'Andalusia.

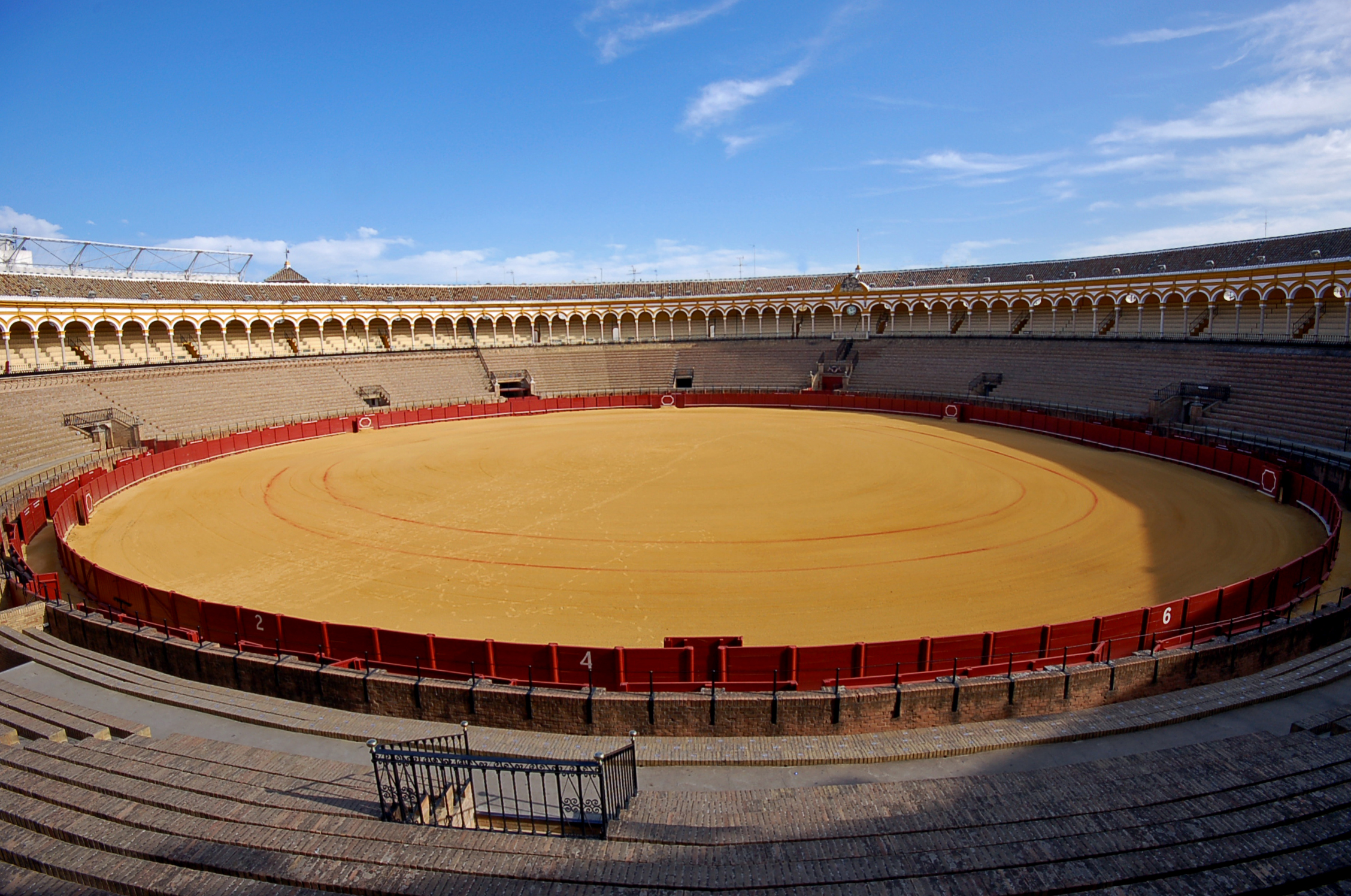
L'arena della Real Maestranza

#### Arena della Real Maestranza

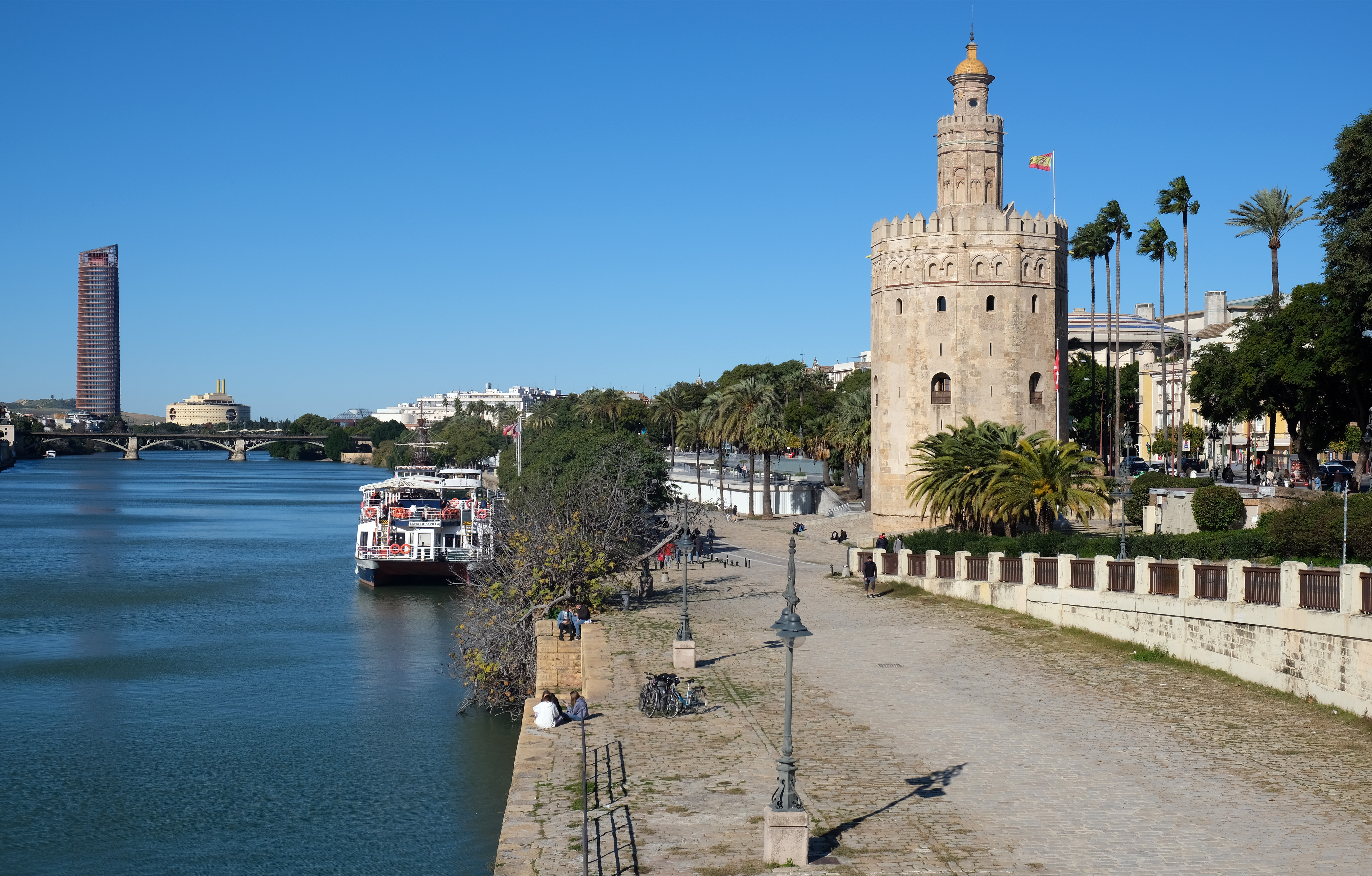
Torre del Oro e Guadalquivir

La plaza de toros di Siviglia è uno dei luoghi più prestigiosi della tauromachia. Fu costruita nel XVIII secolo e restaurata verso la metà del XIX secolo. Dopo quella di Ronda, è la più antica del mondo e anche una delle più grandi con una capienza di 12 500 posti. Al suo interno è ospitato un museo che ripercorre la storia taurina di Siviglia che è antica e illustre, avendo la sua arena ospitato i più grandi toreri di tutti i tempi. Le corride iniziano durante le festività pasquali e durano fino al mese di ottobre.

#### Torre del Oro
La Torre del Oro è, assieme alla Giralda, il monumento più emblematico di Siviglia; si tratta di un'antica torre di sorveglianza sulle sponde del Guadalquivir. Fu costruita dagli Almohadi nei primi anni del XIII secolo per controllare la navigazione sul fiume e sembra che il suo nome derivi dal fatto che un tempo era ricoperta di maioliche dorate.

La torre possiede una pianta dodecagonale costituita da due corpi, uno in pietra e uno in mattoni. Il coronamento venne aggiunto solo nel 1760. Attualmente la torre ospita il Museo Navale.

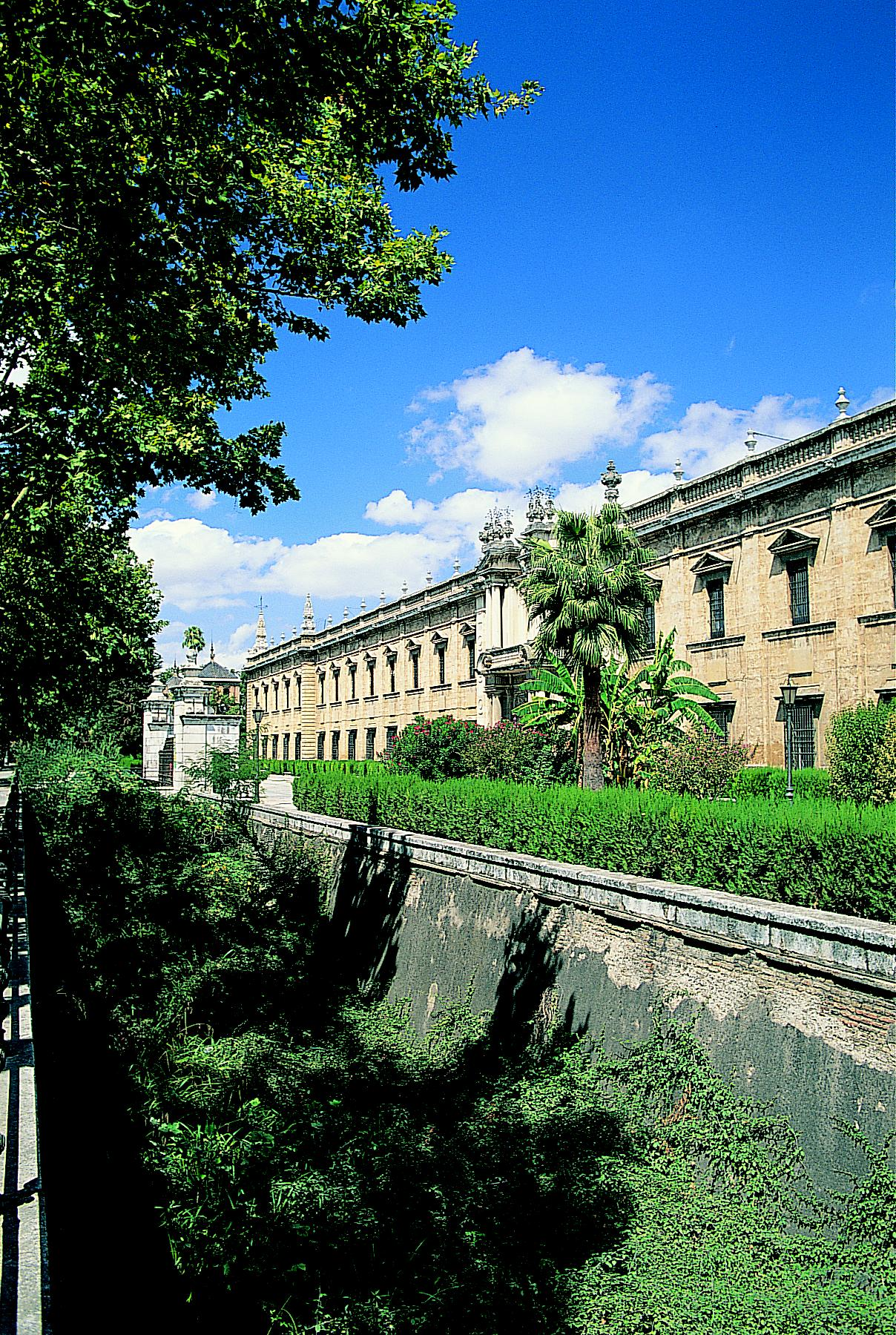
La Real Fábrica de Tabacos, oggi sede del rettorato dell'università sivigliana

#### Architetture nei pressi di piazza di Porta Jerez
In centro, la piazza di Porta Jerez, che una volta era l'uscita dalle mura cittadine, è ora una bella piazza nelle vicinanze della quale si trova l'Hotel Alfonso XIII, il più lussuoso di Siviglia, costruito nel 1929 in stile neomudéjar.
Non lontano dalla piazza è anche il palazzo San Telmo, sede del seminario arcidiocesano e della locale Università Pontificia. Costruito tra il 1682 e il 1796, è dotato di una facciata principale in stile barocco, aperta da un portale churrigueresco realizzato da Leonardo de Figueroa nel 1734.
Dietro Porta Jerez si trova anche l'enorme edificio dell'Università di Siviglia che una volta era la Reale Fabbrica di Tabacco, costruita quando Siviglia aveva il monopolio dell'elaborazione del tabacco. L'edificio è stato concepito come se fosse una cittadella, con una zona residenziale, una industriale, un fosso che la circondava con relativo ponte levatoio e un carcere.

#### Architetture del Parco di María Luisa

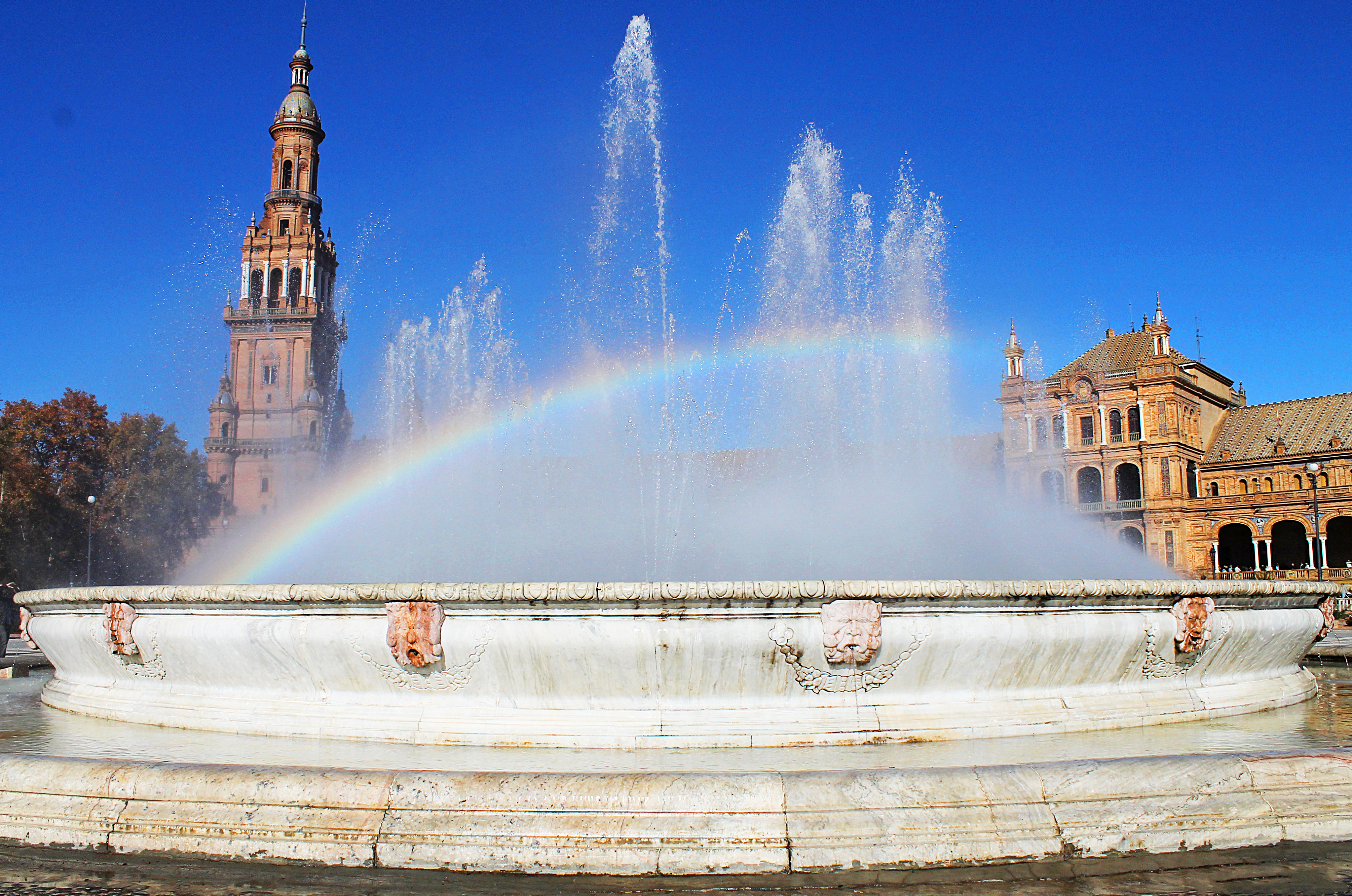
Plaza de España

Plaza de España è un'enorme piazza a forma di semicerchio con un diametro di 200 metri che culmina in due alte torri alle estremità, raccordate da edifici posti lungo metà del perimetro della piazza. Queste architetture vennero realizzate in occasione dell'Esposizione iberoamericana del 1929. Al centro della spianata c'è un canale navigabile, e tutta la piazza è circondata da portici sormontati da balaustre al di sotto delle quali ci sono delle panchine decorate con maioliche che raffigurano le 54 provincie spagnole. L'ampiezza e la sua particolare disposizione la rendono una delle piazze più caratteristiche della città.
Plaza de América si trova nella zona del parco dove sono stati costruiti la maggior parte dei padiglioni espositivi del '29. La piazza è un ampio spazio immerso nel verde, con al centro una grande fontana circondata da tre padiglioni, dove oggi sono ospitati dei musei.

#### Altre architetture civili
- Teatro Lope de Vega
- Palazzo arcivescovile

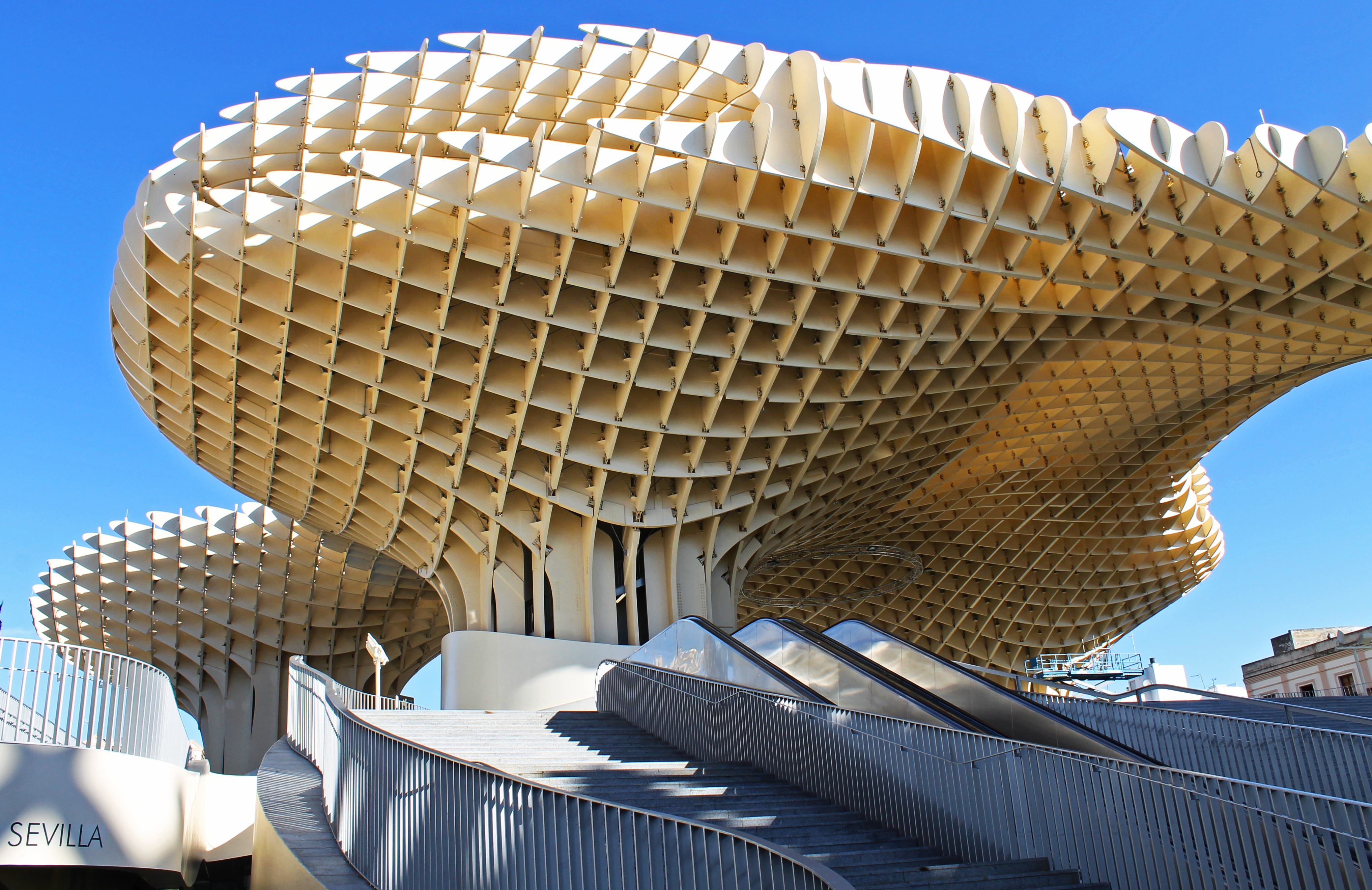
Metropol Parasol in Plaza de la Encarnación

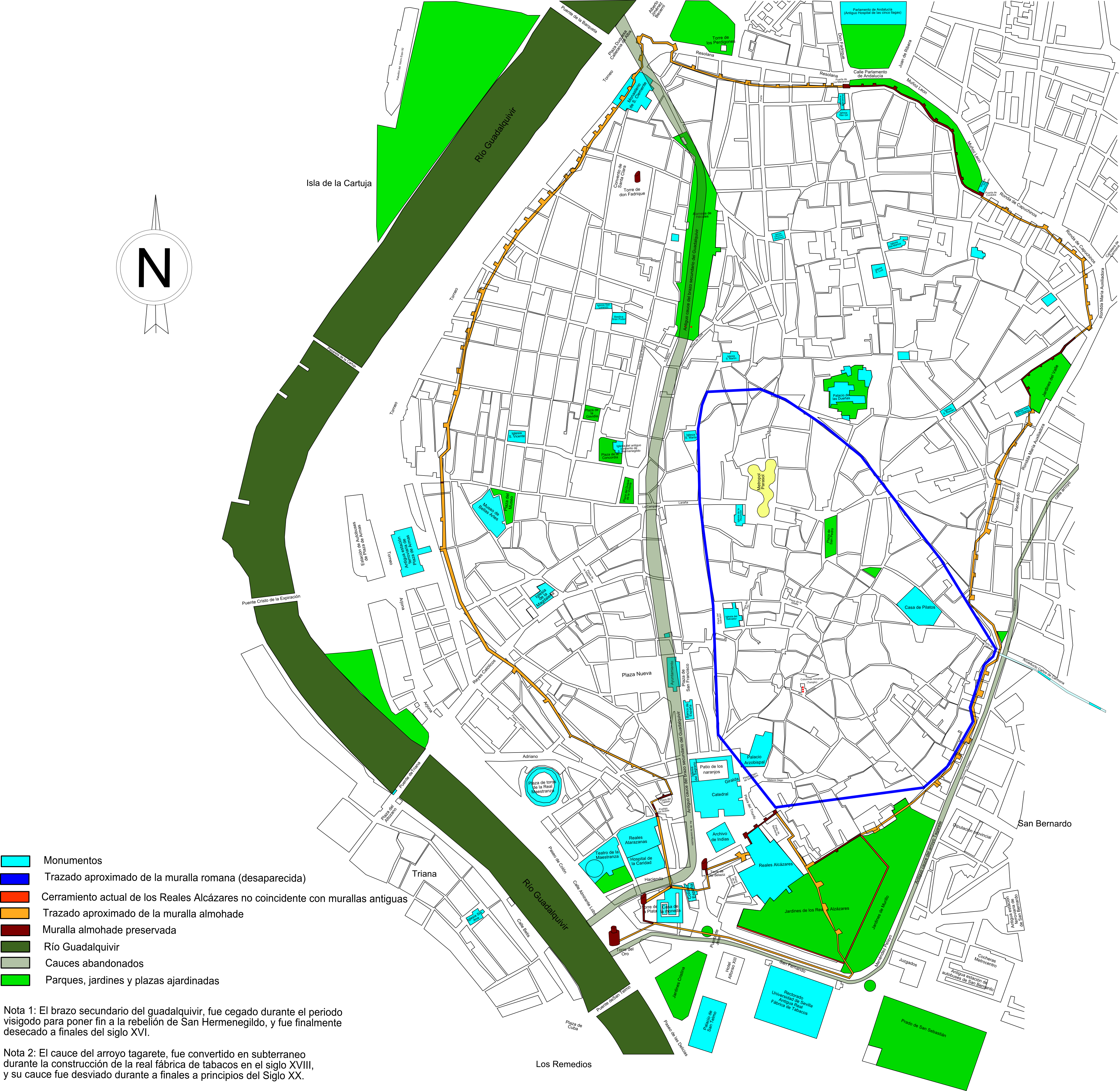
Racetrack layout che segue le mura di Siviglia nel XVII secolo, disegnato sulla strada attuale del centro storico, che comprende il percorso delle mura romane e prime sezioni sono conservati e altri dati di interesse.

- Architetture di plaza de la Encarnaciòn
- Palazzo della Contessa di Lebrija
- Alameda de Hércules (il pioppeto di Ercole).
- Palazzo de las Dueñas (XV secolo), residenza dei duchi d'Alba, dotato di patio a due registri di arcate decorate in stile plateresco e mudejar. Il palazzo comprende una cappella in stile gotico, esternamente decorata ad azulejos cinquecenteschi, all'interno della quale trova posto una Madonna con Santi, dipinto realizzato da Neri di Bicci.[6]
- Hospital de la Caridad (1647) costruito nei pressi dell'omonima chiesa da una confraternita fondata da don Miguel Mañara (*1620, ✝1679),[8] al quale è ispirata l'omonima opera teatrale.
- Puerta de la Macarena (1713-1795), nell'omonimo quartiere, costruita in un tratto di mura romane intervallate da torri del periodo arabo. La porta è decorata ad azulejos.[6]
- Hospital de las Cinco Llagas (1546-1613), detto anche Hospital de la Sangre, costruito in stile rinascimentale non lontano dalla Puerta de la Macarena.[6]
- Calle Pureza a Triana.
- Caños de Carmona (resti di un acquedotto romano-almohadi).
- Uovo di Colombo – scultura colossale posta nel parco di san Jerónimo.

### Aree naturali

#### Parco di María Luisa
Il più bel parco di Siviglia nasce dalla donazione, fatta alla città nel 1893, di metà dei giardini del Palazzo San Telmo, che erano di proprietà della principessa Maria Luisa. In seguito, il parco subì enormi cambiamenti per l'Esposizione iberoamericana del 1929 in quanto si decise di sistemare i padiglioni dell'Esposizione nel parco. L'ingegnere francese Forestier fu incaricato di progettare i giardini mentre Aníbal González progettò buona parte degli edifici espositivi e soprattutto le piazze di Spagna e d'America.

#### Altre aree naturali
A sud del barrio de Santa Cruz si trovano i Giardini di Murillo, che facevano parte degli orti dei Reales Alcázares, e furono donati alla città nel 1911.

## Società

### Tradizioni e folclore

#### Semana Santa
Siviglia è conosciuta per le sue celebrazioni della Settimana Santa (Semana Santa) quando 59 confraternite sfilano in una serie di cortei dalla periferia della città fino alla Cattedrale, dove si tiene la Via Crucis; un terzo della popolazione partecipa attivamente ai riti. In particolare occorre menzionare le figure dei "penitenti", i cosiddetti Nazarenos, che sfilano incappucciati di bianco e nero.

#### Feria de Abril
Nella città si svolge inoltre ogni anno la singolare festa della Feria de Abril nel periodo fine aprile inizio maggio. Tale festa coinvolge tutta la popolazione locale con danze rigorosamente in costume tipico, banchetti e festeggiamenti che si svolgono all'interno delle casetas, tipiche abitazioni temporanee dove i "proprietari" accolgono i loro ospiti. Le casetas ricoprono un intero quartiere della città tanto da essere identificate da vie e relativi numeri tipici. Questa festa esprime l'animo della città, allegra, legata alle tradizioni, accogliente ed organizzata. Durante questa festa vengono indossati i costumi tradizionali e si ballano le Sevillanas, ballo folcloristico tipico della città. All'inizio e alla fine dei festeggiamenti ci sono fuochi d'artificio.

#### Danza de los Seies
La Danza de los Seies, tradizionalmente eseguita all'interno della Cattedrale in occasione del Corpus Domini, viene eseguita da una decina di giovani in antichi costumi. Durante il ballo, i danzatori suonano le nacchere e intonano un canto risalente agli inizi del XVI secolo.

## Cultura

### Istruzione

#### Biblioteche e archivi

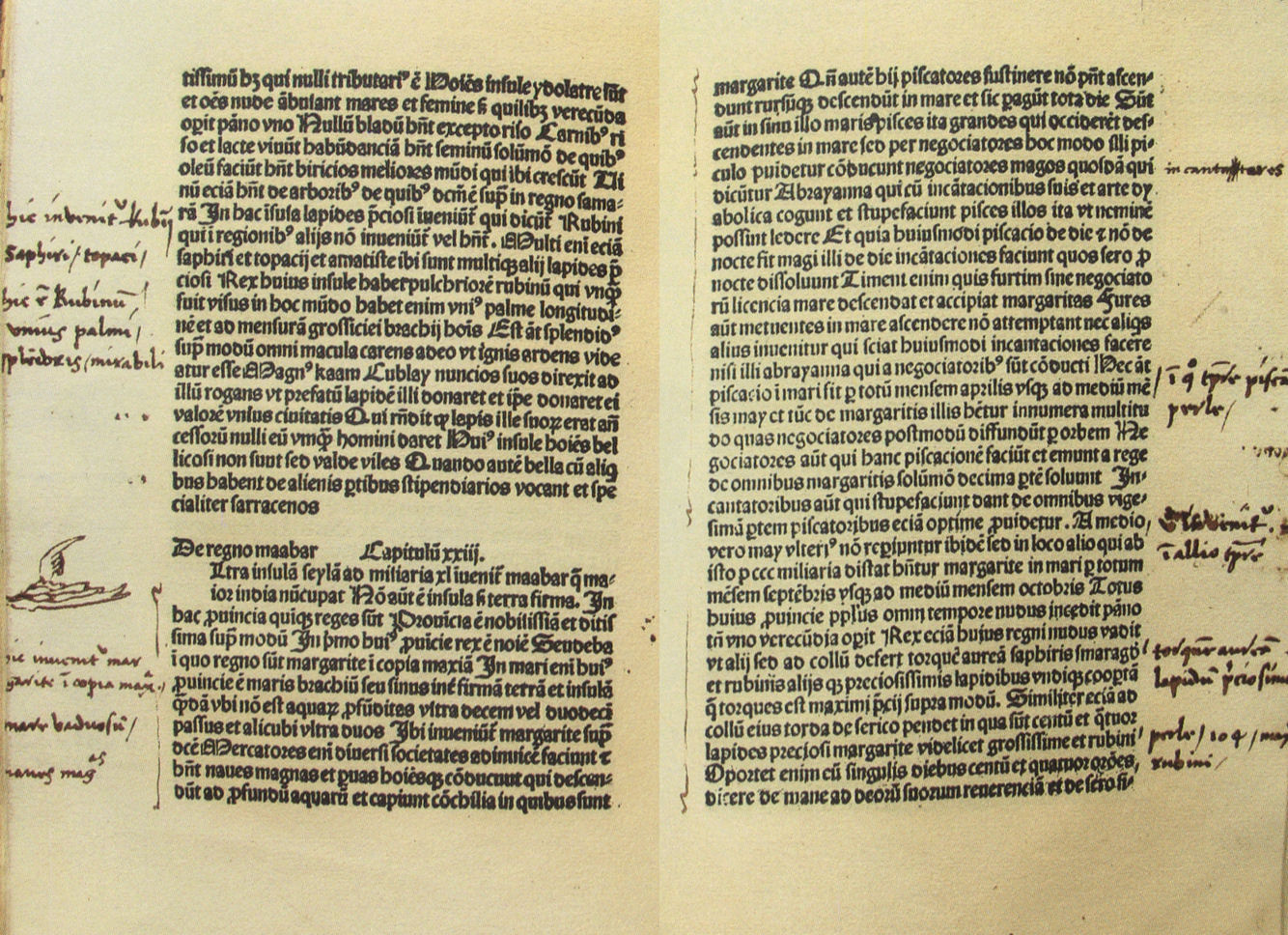
Le annotazioni di Cristoforo Colombo sulla sua copia de Il Milione di Marco Polo

L'Archivo General de Indias conserva i documenti del Consiglio delle Indie; ha perciò un ruolo importante per la ricostruzione della storia delle Americhe dall'arrivo degli Europei alla fine del colonialismo.
La Institución Colombina, comprende la Biblioteca Capitular, la Biblioteca Colombina, gli archivi della cattedrale, l'archivio e la biblioteca arcivescovili. Essa conserva, fra l'altro, la copia de Il Milione di Marco Polo appartenuta a Cristoforo Colombo e da lui annotata a margine.

#### Università
L'Università di Siviglia è stata fondata nel 1505. Nel 1997 è stata fondata una seconda università pubblica, la Universidad Pablo de Olavide.
L'Ateneo de Sevilla è la locale società scientifica e letteraria, di cui furono membri anche Federico García Lorca e Rafael Alberti.

#### Musei
- All'interno del Parco di Maria Luisa, uno dei padiglioni ospita il Museo de Artes y Costumbres Populares. Di fronte a questo, il padiglione delle belle arti ospita attualmente il museo archeologico di Siviglia, che ospita una collezione di oggetti d'oro dall'età del rame alla romanizzazione, numerose statue provenienti dagli scavi di Italica e alcune leggi romane incise su lastre di bronzo.[8]
- In calle de Santa Teresa, al numero 8 si trova il museo dedicato al pittore Murillo.
- L'Ospedale de los Venerables Sacerdotes ospita il Museo de la Semana Santa.[7]
- La Torre del Oro ospita un Museo Navale.[8]
- Il Museo di belle arti, situato in Plaza del Museo.

### Teatri
- Il teatro dell'opera di Siviglia è il Teatro de la Maestranza costruito in occasione dell'Esposizione universale del 1992.
- Il principale teatro di prosa è invece il Teatro Lope de Vega.
- La sala da concerto cittadina è l'Auditorio Municipal Rocío Jurado.

## Geografia antropica

### Suddivisioni storiche

#### Barrio de Santa Cruz
Il Barrio de Santa Cruz è uno dei quartieri più pittoreschi e famosi di Siviglia. Si trova in pieno centro ed è la zona della città che più di tutte ha mantenuto la sua struttura moresca. In seguito all'espulsione degli arabi, qui si installò la comunità ebraica, una delle più grandi di Spagna, ai tempi di Ferdinando III. Il quartiere è un dedalo di viuzze strette e tranquille sulle quali si affacciano splendide abitazioni con facciate bianche e ocra ricoperte da edere e fiori.

#### Barrio de Triana

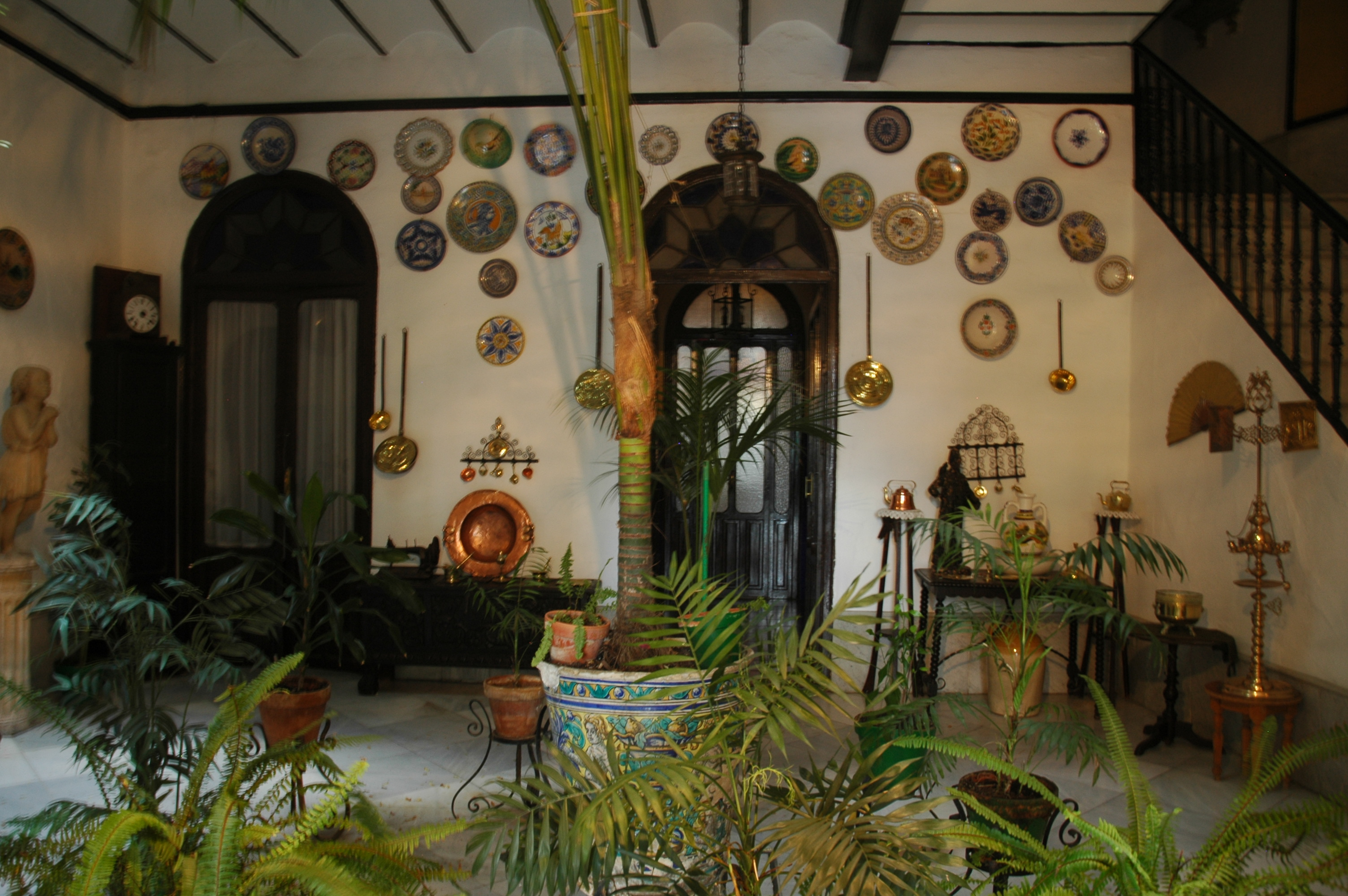
L'interno di un cortile nel quartiere di Triana

Sulla sponda opposta del fiume rispetto alla Cattedrale, sorge il quartiere di Triana, uno dei più amati dai sivigliani, quartiere che è stato per secoli legato al fiume ed al mare.

#### Barrio de la Macarena
Altro famoso quartiere è quello della Macarena, che prende il nome da una Basilica ove è custodita la venerata immagine della Vergine Speranza Macarena, che viene portata in processione per la città, in mezzo al fervore popolare, durante le festività pasquali.

## Infrastrutture e trasporti

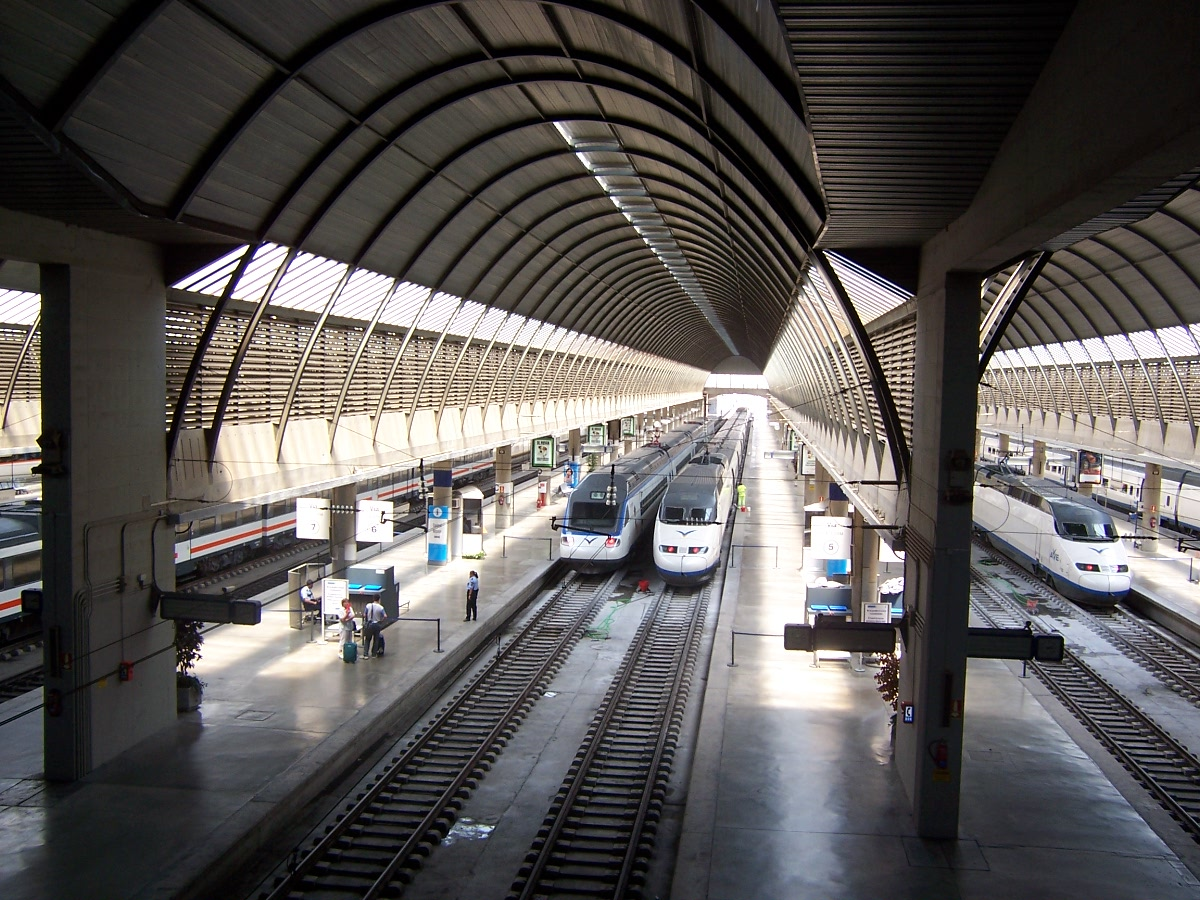
La stazione ferroviaria di Santa Justa

La città e le sue zone limitrofe sono servite dalle linee di autobus gestite da TUSSAM (Transportes Urbanos de Sevilla) che opera anche una linea tranviaria urbana aperta nel 2007, El Metrocentro Tranvia.
Nell'aprile 2009 è stata aperta la prima delle quattro linee della metropolitana di Siviglia, anche se con quasi 28 mesi di ritardo sull'apertura prevista. I lavori subirono ritardi per varie ragioni tra cui il rinvenimento di alcuni reperti archeologici e le difficoltà tecniche dovute al passaggio del fiume Guadalquivir a profondità sufficiente per evitare infiltrazioni d'acqua.
La stazione di Sevilla-Santa Justa è collegata alla rete dell'alta velocità spagnola (AVE), gestita da Renfe, ed è centro della rete suburbana Cercanías.
A Siviglia c'è inoltre Sevici, una rete di biciclette pubbliche, affiancata da una rete di corsie riservate ai cicli, contraddistinte da segnaletica orizzontale verde, tuttora in espansione.
La città è infine servita dall'aeroporto San Pablo, situato 12 km a nord-est della città, che nel 2007 ha avuto un traffico di 4,5 milioni di passeggeri. Attualmente è uno degli aeroporti più importanti di tutta l'Andalusia.

## Amministrazione

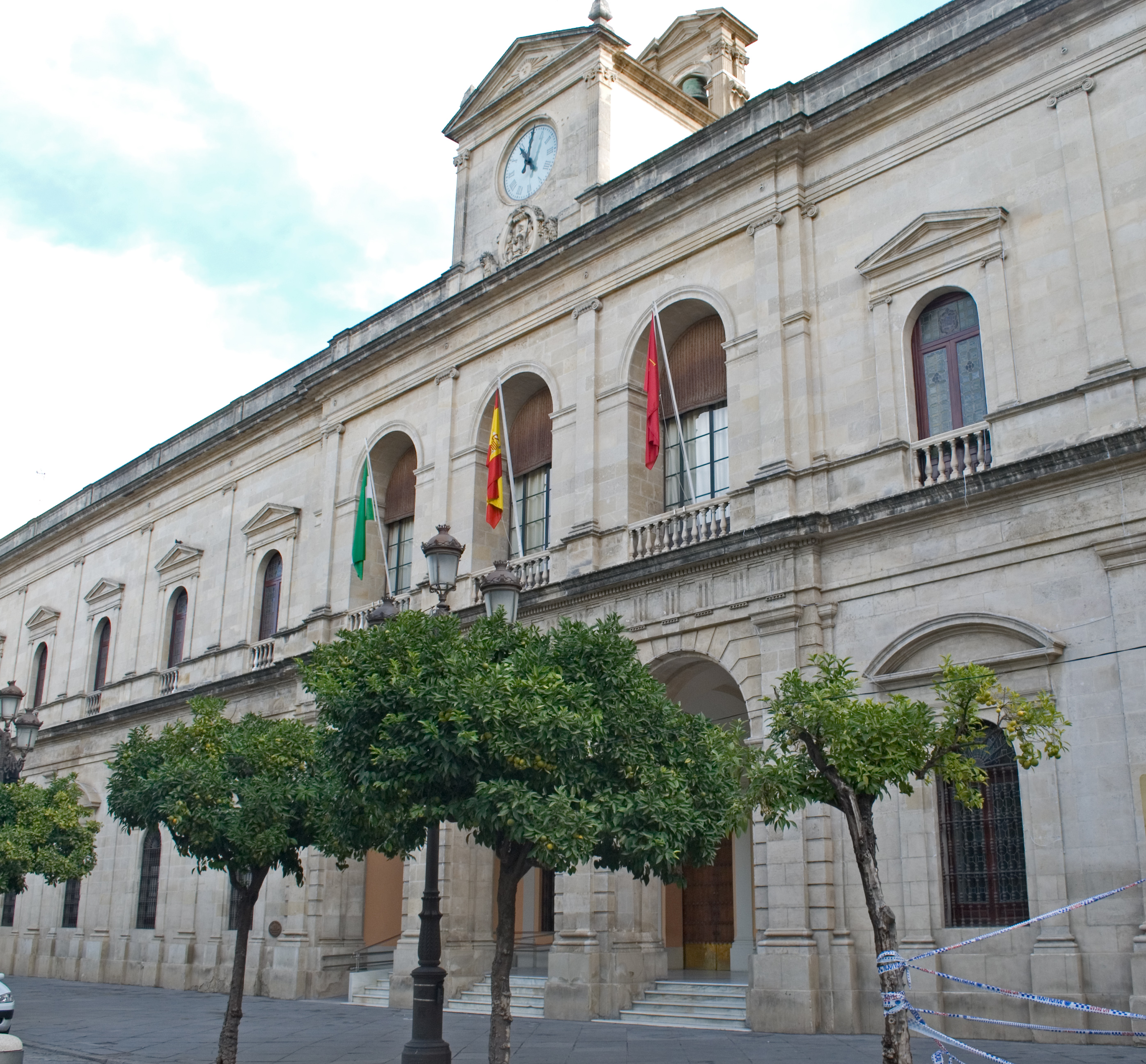
Facciata principale neoclassica del municipio di Siviglia su Plaza Nueva

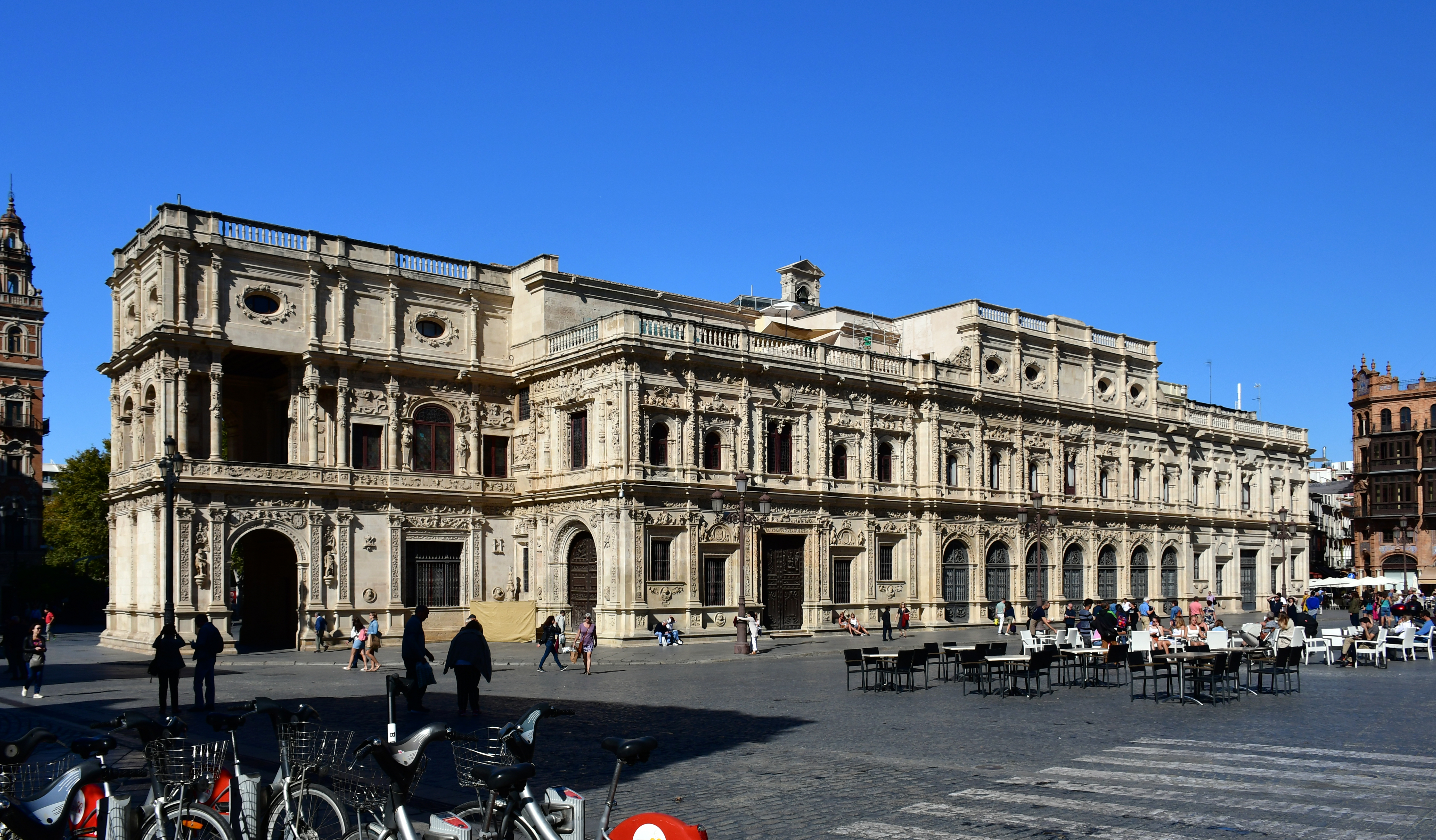
Sede del municipio di Siviglia nel centro storico della città. Facciata plateresca del XVI secolo su Plaza de San Francisco

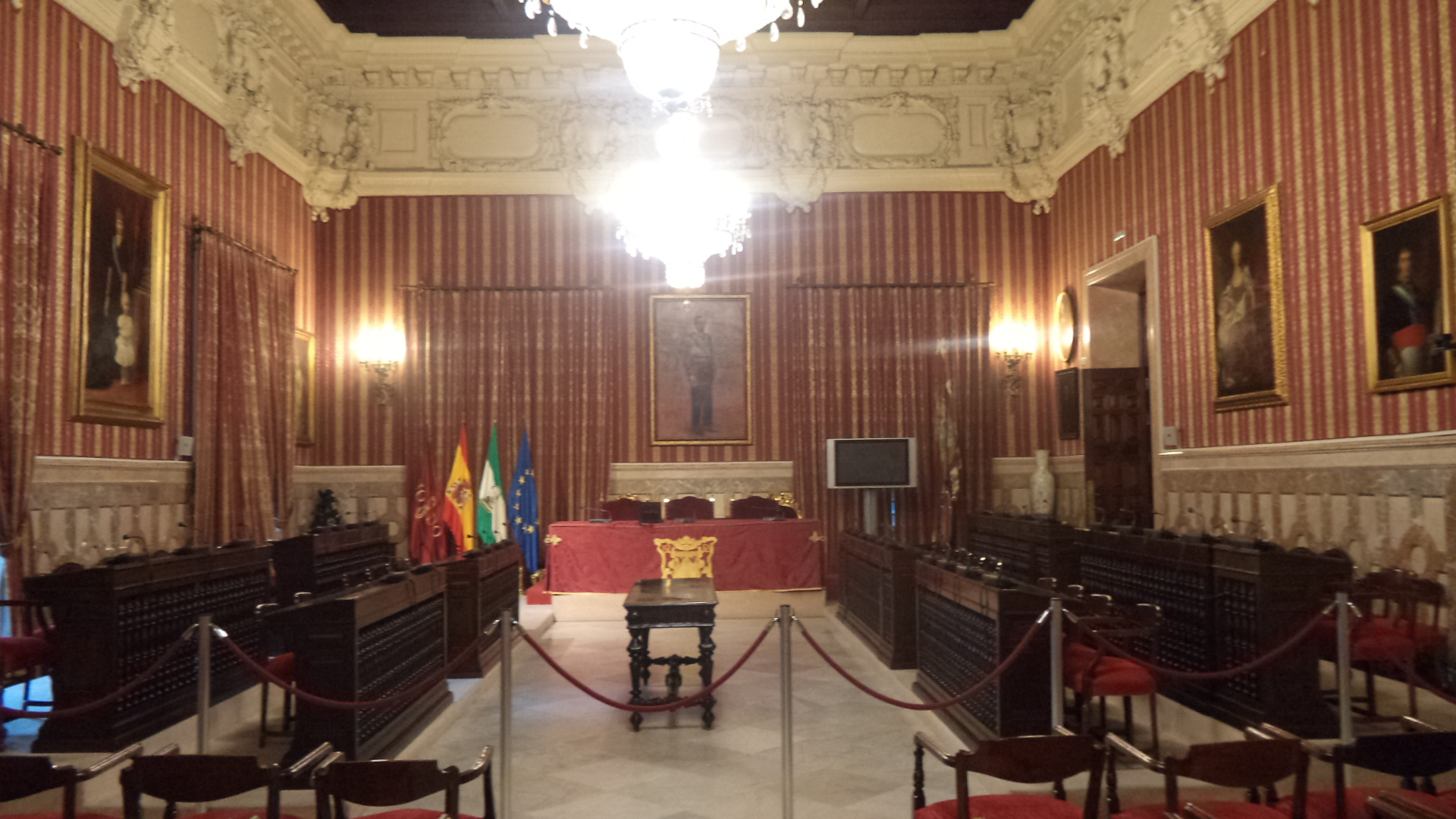
L'aula Colombo (salón Colón), sala consiliare dal 2007

### Gemellaggi
Siviglia è gemellata con:
- Guadalajara
- Angers
- Columbus
- Cartagena de Indias
- Kansas City
- Cracovia

## Sport
Due sono le squadre di calcio che giocano nel più importante campionato di calcio spagnolo, il Real Betis e il Sevilla FC.
La squadra di pallacanestro, il Club Baloncesto Sevilla, ha assaggiato due volte le finali del massimo campionato spagnolo, la ACB, in gran parte dominato da Barcellona e Real Madrid.

## Galleria d'immagini

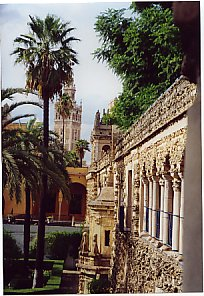
Vista della Giralda dal giardino dell'Alcázar.
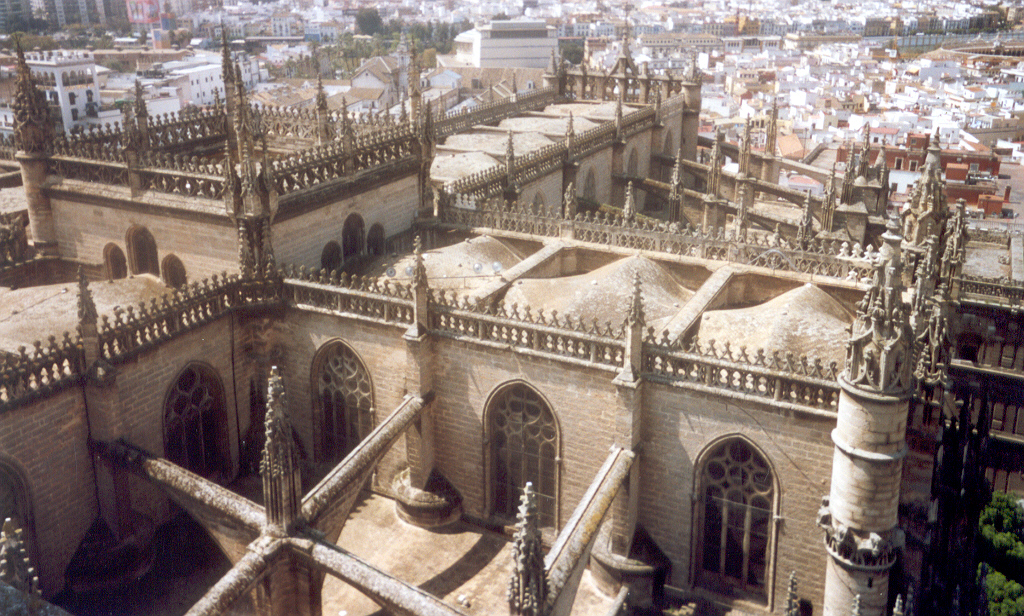
Vista della Cattedrale dall'alto della Giralda.
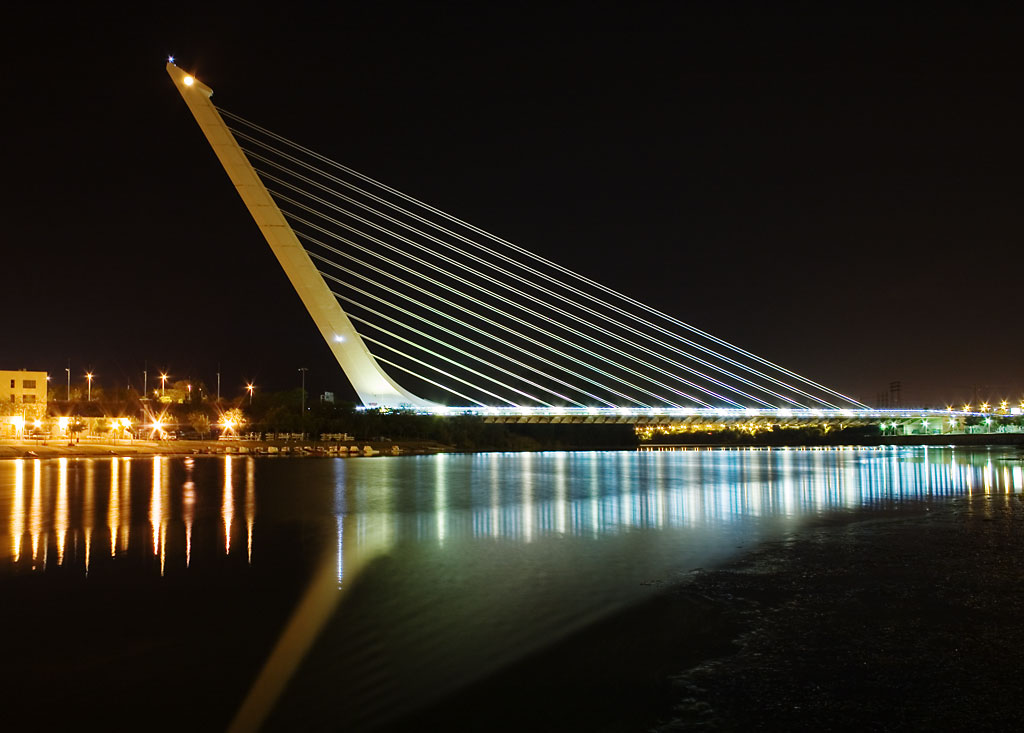
Il ponte di Alamillo, opera di Santiago Calatrava.
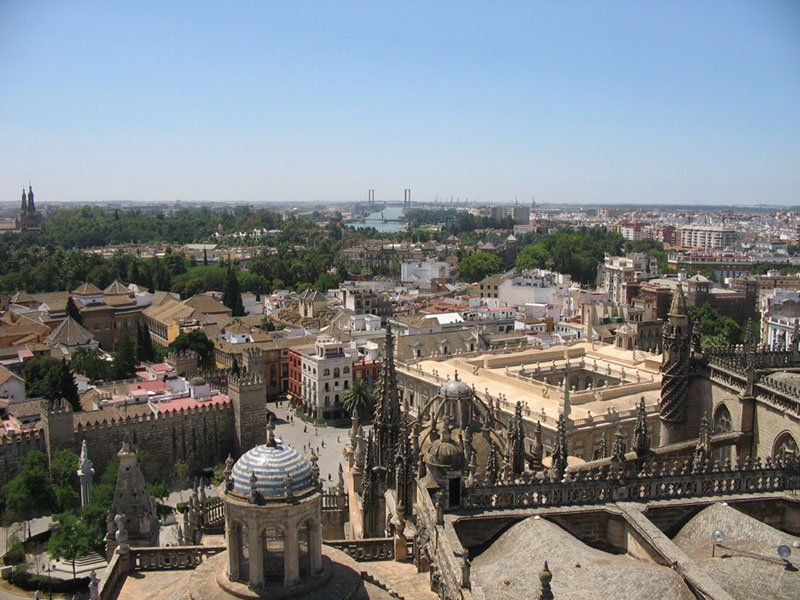
Vista di Siviglia dalla Giralda.
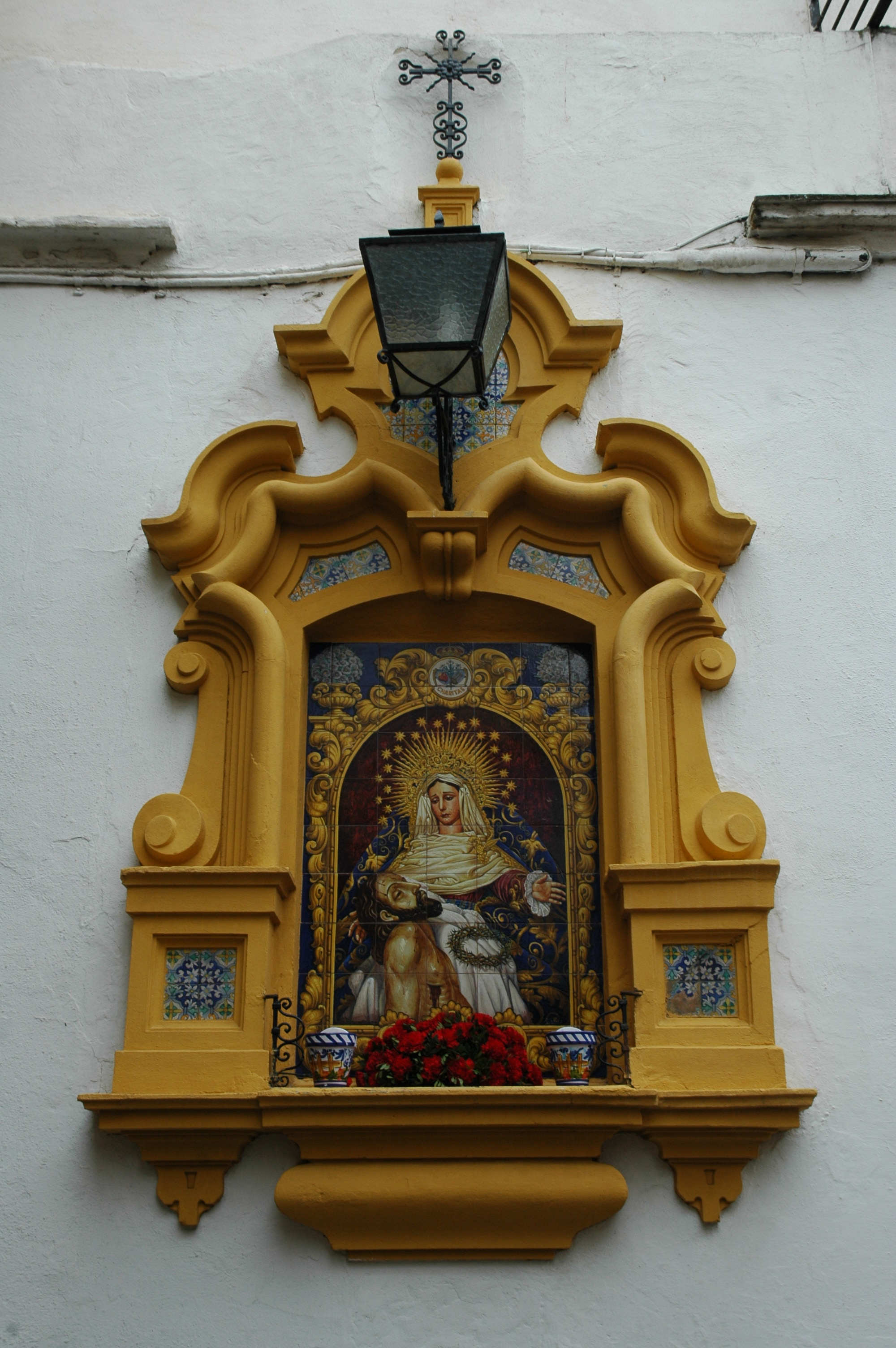
Arco Del Póstigo
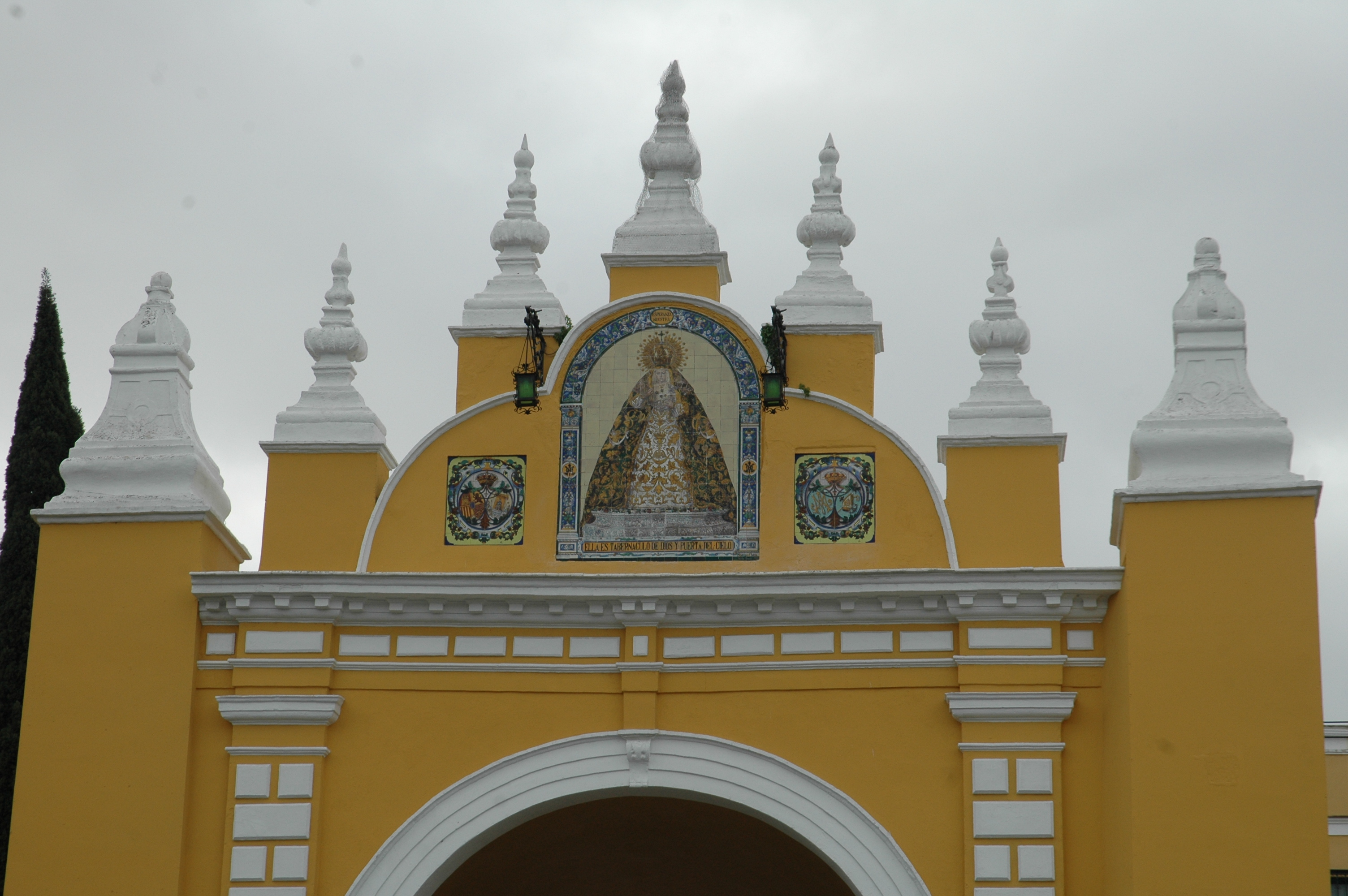
Basilica de la Macarena
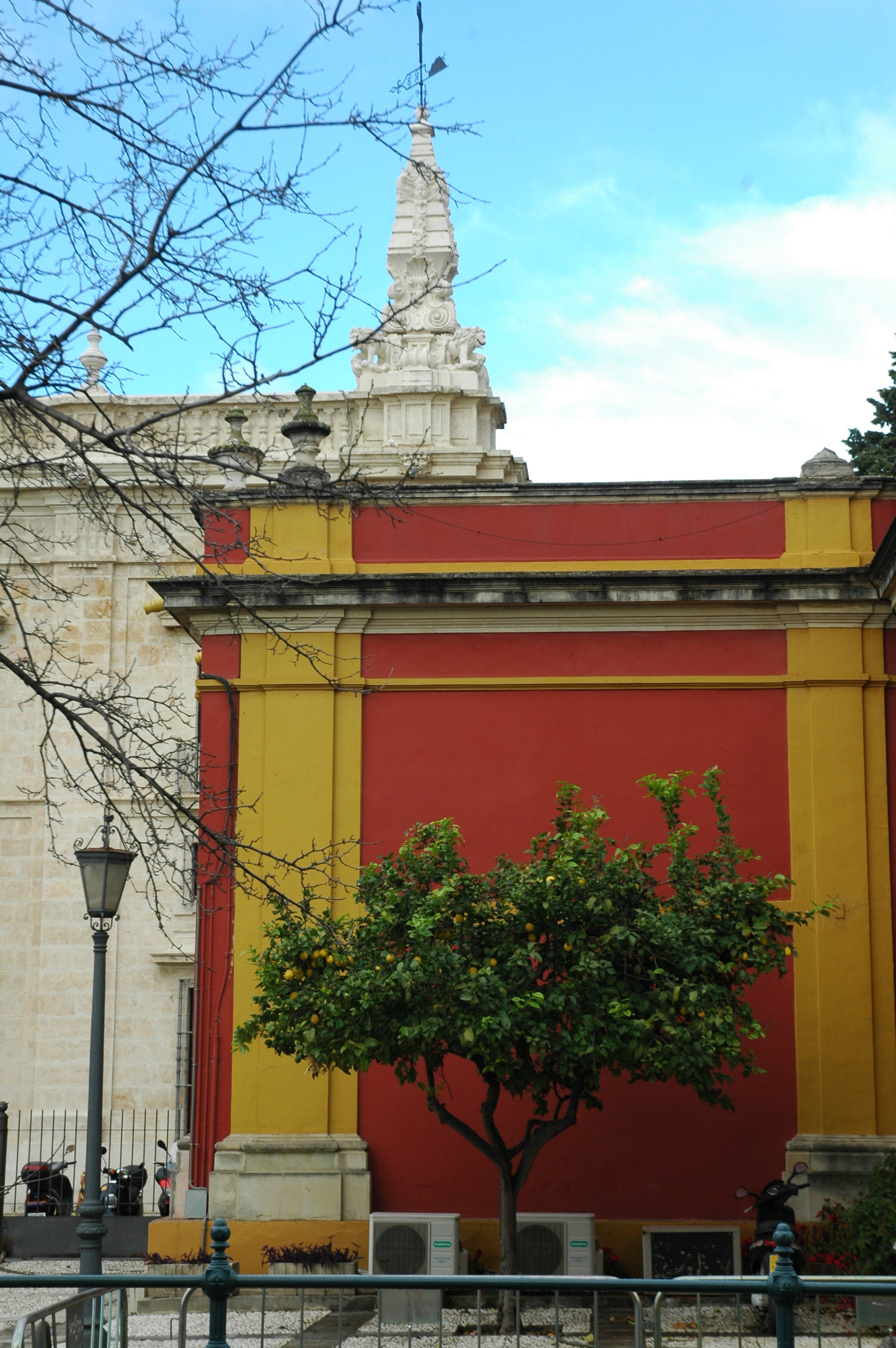
Avenida el Cid
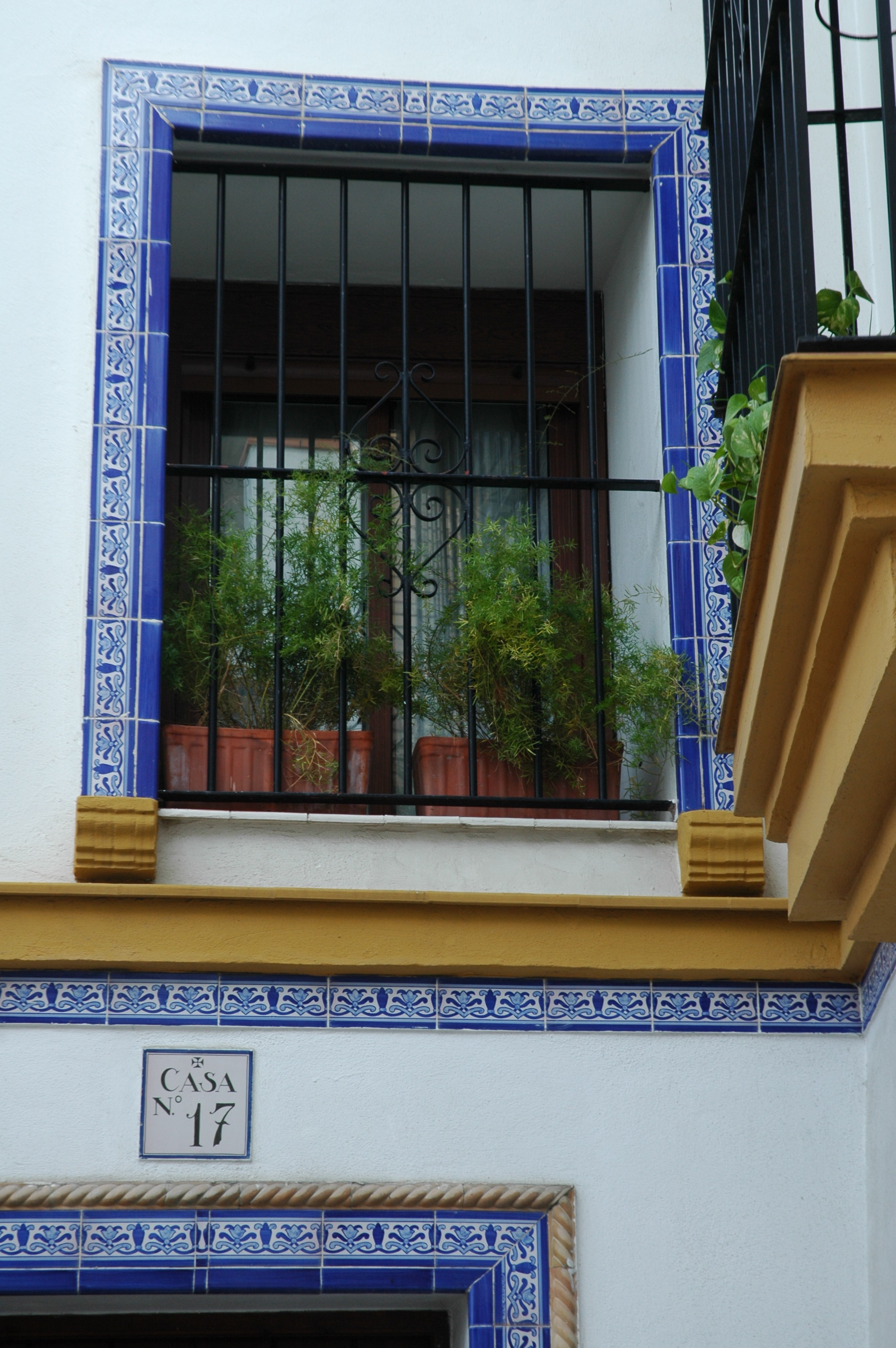
Calle Antillano Campos 17
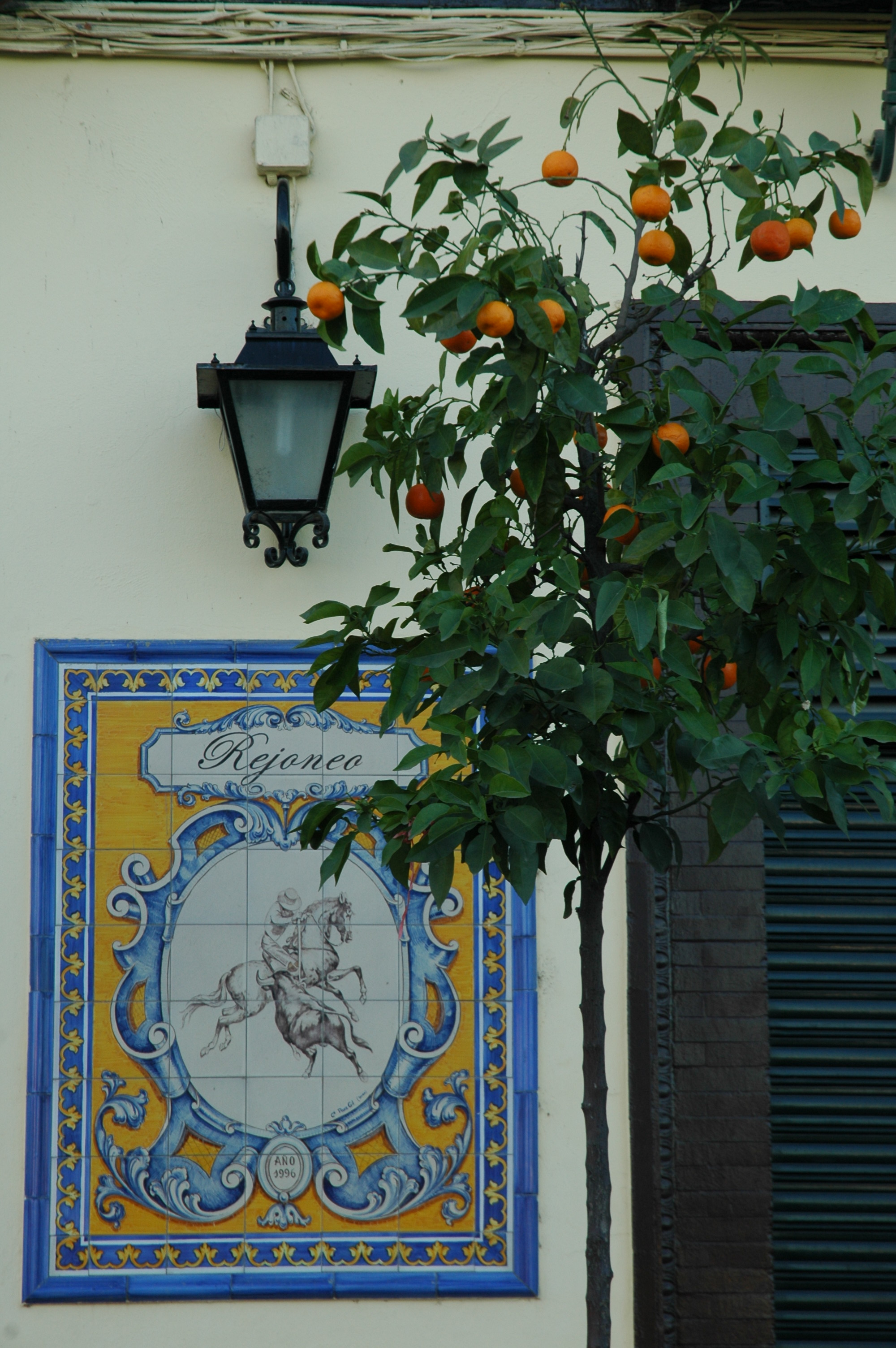
Calle Betis 31B
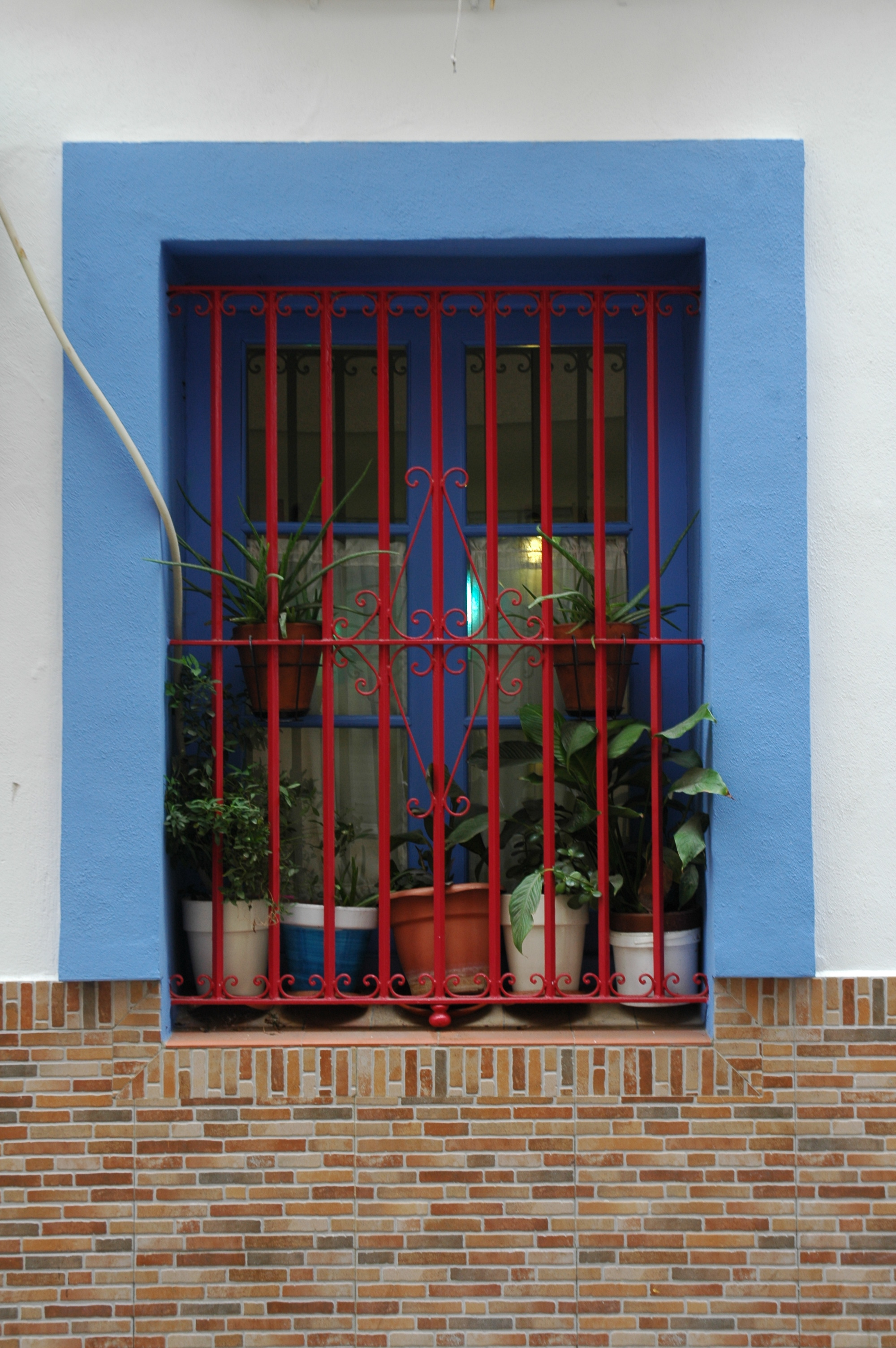
Calle Bustos Tavera
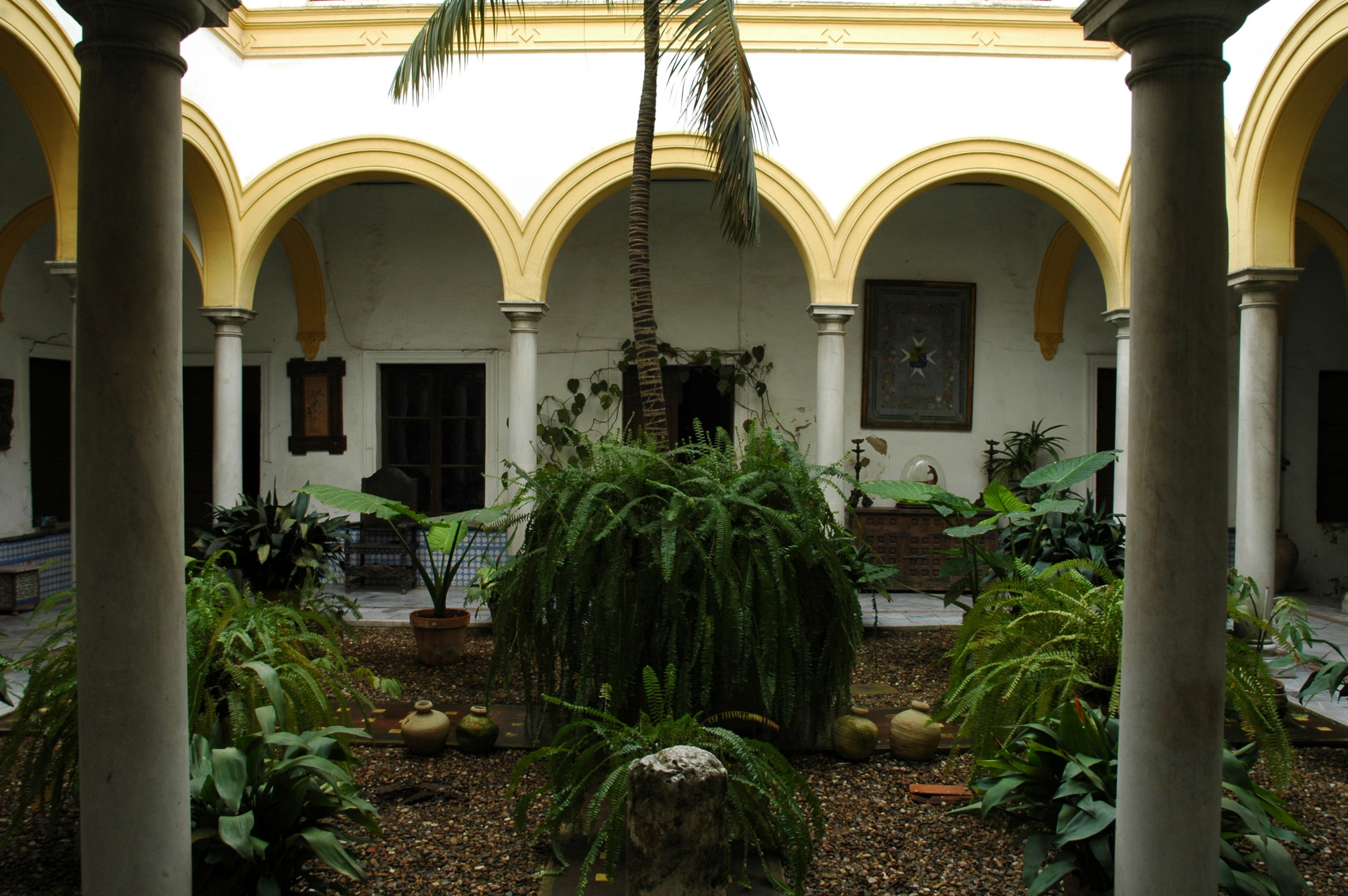
Calle Miguel Mañara
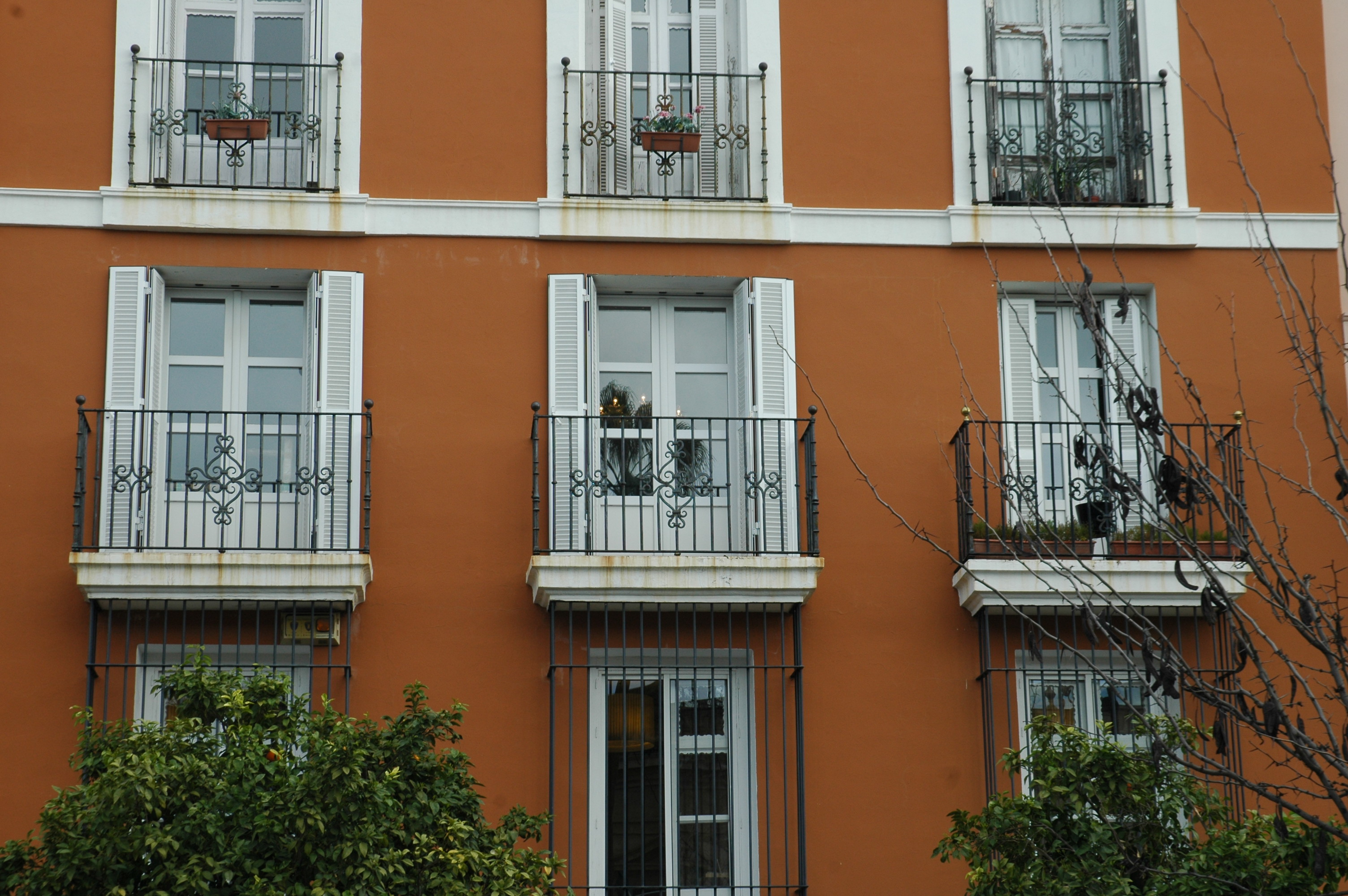
Calle San Fernando 35
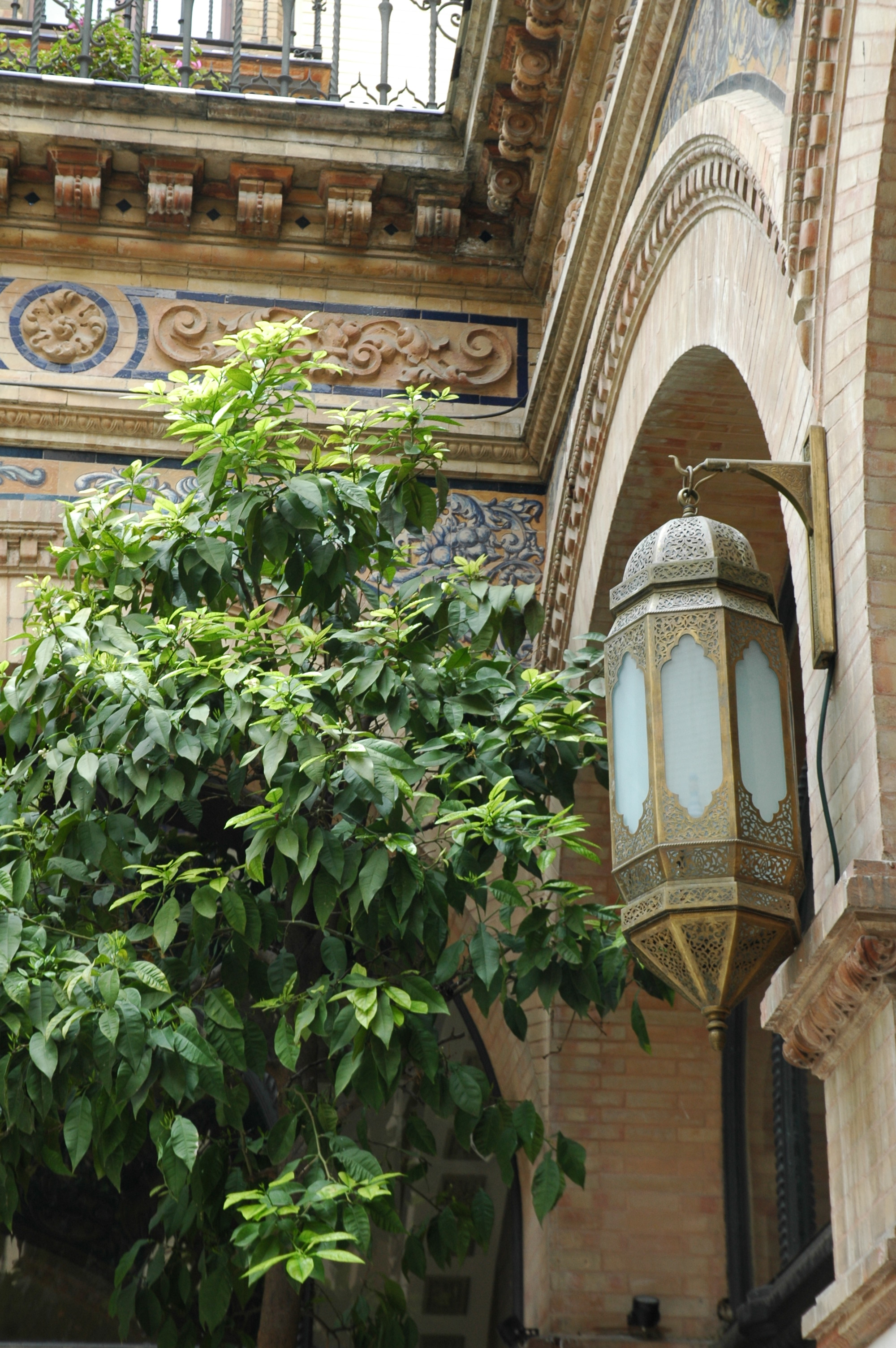
Architetture dell'Hotel Alfonso XIII
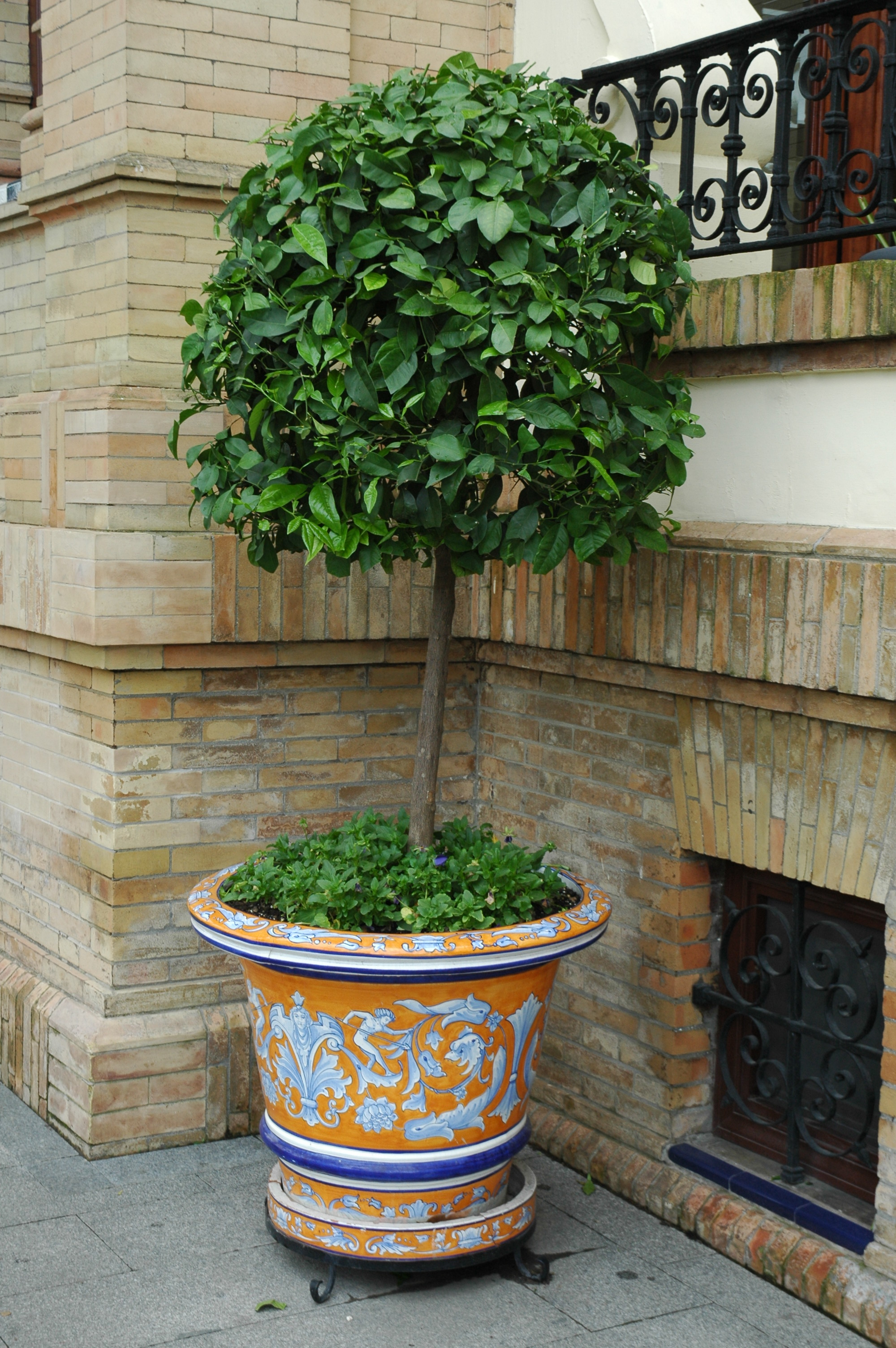
Vaso in tipica ceramica sivigliana all'Hotel Alfonso XIII